# Kristina Mladenovic
Pour les articles homonymes, voir Mladenović.
Kristina Mladenovic (en serbe : Кристина Младеновић), née le 14 mai 1993 à Saint-Pol-sur-Mer (Nord), est une joueuse de tennis française, professionnelle depuis 2008. Elle est d'origine serbe par son père et d'origine bosniaque par sa mère.
Championne du monde junior en 2009, elle était réputée pour la puissance de son service. Depuis 2012, elle fait partie de l'équipe de France de Fed Cup.
En 2013, elle atteint, en double mixte, la finale de Roland-Garros, avec Daniel Nestor puis remporte celle de Wimbledon quelques semaines plus tard. Toujours avec Nestor, elle gagne un 2e titre en Grand Chelem à l'Open d'Australie en 2014.
En 2016, elle gagne avec sa partenaire Caroline Garcia la finale du double dames de Roland-Garros et atteint celle de l'US Open. Elles sont championnes du monde 2016.
En 2017, elle remporte la Hopman Cup associée à Richard Gasquet et le tournoi WTA Premier de Saint-Pétersbourg.
En 2018, elle gagne un 4e titre en Grand Chelem en remportant la finale du double de l'Open d'Australie avec Tímea Babos et devient, à cette occasion, la première joueuse française à atteindre la finale de tous les tournois du Grand Chelem en double. Elle remporte, avec Tímea Babos, le Masters de tennis féminin.
En 2019, elle gagne la Fed Cup avec l'équipe de France, en finale face à l'Australie sur son terrain à Perth en participant aux trois points de la victoire, battant notamment la no 1 mondiale Ashleigh Barty en simple. Elle devient la seule joueuse de l'histoire à accomplir cette performance : battre en finale et sur ses terres la joueuse no 1 mondiale et vainqueur récente du Masters deux fois, en simple puis en double. Elle remporte les Internationaux de France de tennis en double avec Tímea Babos, elles sont championnes du monde 2019.
En 2020, elle triomphe à l'Open d'Australie et aux Internationaux de France de tennis en double avec Tímea Babos
En 2022, elle remporte l’Open d’Australie en double mixte avec son partenaire le croate Ivan Dodig. Associée à Caroline Garcia, elle gagne la finale du double dames de Roland-Garros.
À ce jour, elle a remporté un titre en simple sur le circuit WTA, vingt-huit en double dont six Grands Chelem. Elle compte également trois Grands Chelem en double mixte.

## Biographie et vie privée
Ses parents sont d'anciens sportifs de haut niveau. Son père Dragan Mladenović, qui est son préparateur physique, est un ancien gardien de but de handball qui a joué pour des clubs français, au Dunkerque Handball Grand Littoral, au Pontault-Combault Handball et, en fin de carrière, six mois au Dijon Bourgogne Handball.
Sa mère Dženita Mladenović (née Helić) fut une joueuse internationale yougoslave de volley-ball.
Kristina Mladenovic acquiert la nationalité française le 24 juin 1999, par l'effet collectif attaché à la naturalisation de ses parents.
Le frère de Kristina, Luka, est un footballeur à l'AS Beauvais, club évoluant en national 3. Il a pratiqué également le tennis dans son adolescence.
Kristina Mladenovic a affirmé sa domination en tennis sur la catégorie 13-14 ans en 2007. Deux fois quart-de-finaliste des Petits As (2006, 2007), elle remporte son premier titre junior à Sfax (catégorie Grade 3).
De 2017 à 2019, elle est en couple avec le joueur de tennis autrichien Dominic Thiem.

## Style de jeu
Kristina Mladenovic est une joueuse très complète. Ses principaux atouts sont le service, pouvant dépasser les 200 km/h, et le coup droit, avec lequel elle est capable de réaliser un nombre important de coups gagnants. Son revers est lui aussi puissant mais manque de solidité et de précision. Il s'agit de son coup le moins efficace en fond de court. Kristina Mladenovic est donc beaucoup plus à l'aise au coup droit, et ce quelle que soit sa position sur le terrain.
Elle est également très habile au filet, ce qui lui a permis d'obtenir d'excellent résultats en double, avec son entrée dans le top 20 de cette spécialité en mai 2013.
Le principal défaut de cette joueuse concerne ses déplacements, elle a une course plus lente que la moyenne des joueuses à cause de sa grande taille.

## Carrière tennistique
Kristina Mladenovic était entraînée par l'ancien joueur de tennis français Thierry Ascione.
Son service est particulièrement puissant : elle détient en effet le record féminin de Roland-Garros 2009 à égalité avec Venus Williams (200 km/h).

### 2009: championne du monde Junior

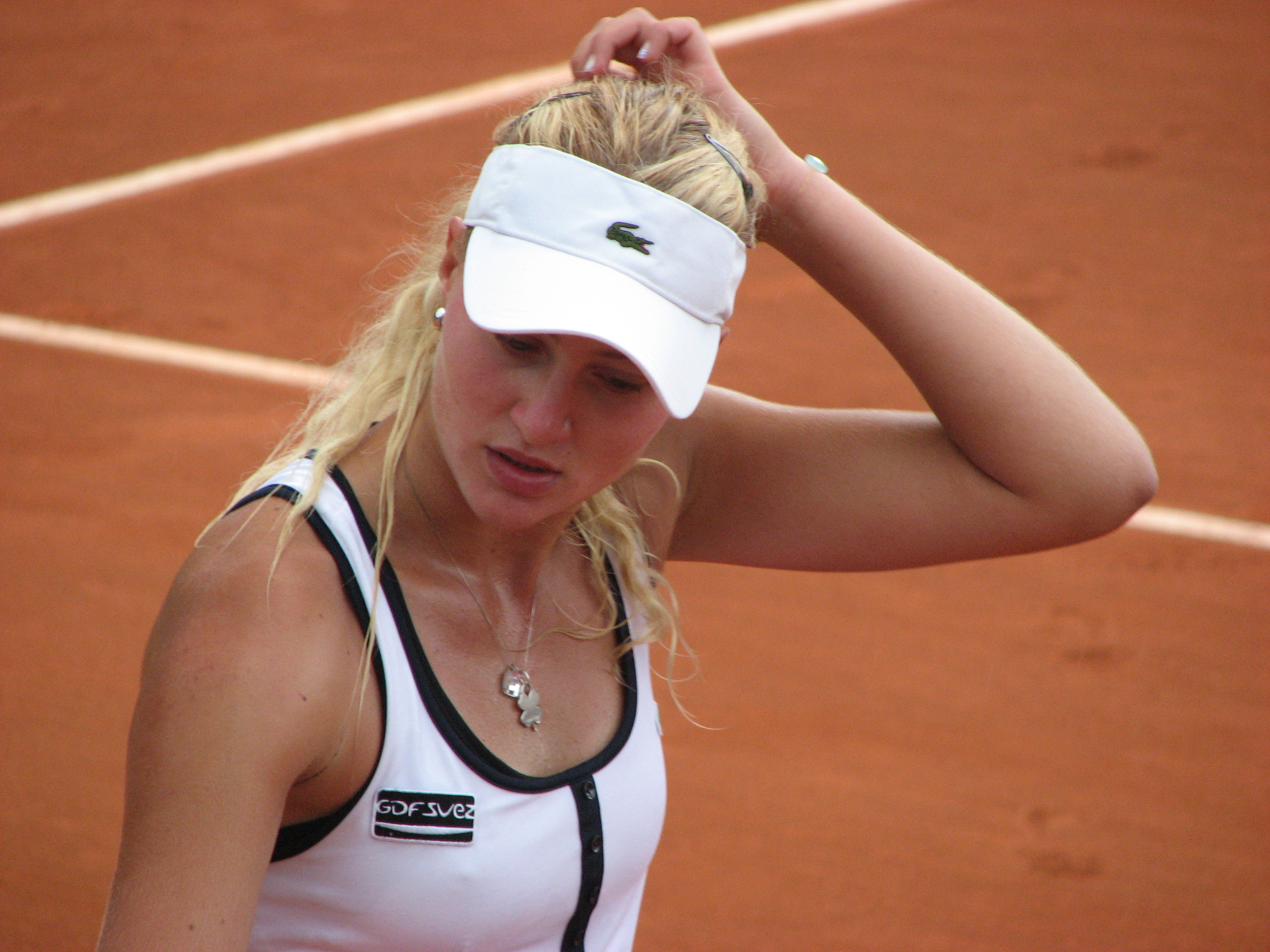
Kristina Mladenovic, Roland-Garros 2009.

Kristina Mladenovic est nommée championne du monde junior en simple filles en 2009. Le 7 juin 2009, elle remporte l'épreuve junior des Internationaux de France de tennis en battant en finale la Russe Daria Gavrilova (6-3, 6-2) et sans avoir perdu le moindre set tout au long du tournoi. Elle dispute également la finale de l'épreuve junior du Tournoi de Wimbledon cette même année, mais s'incline face à la Thaïlandaise Noppawan Lertcheewakarn (3-6, 6-3, 6-1).

### 2010: débuts sur le circuit WTA
Kristina s'inscrit pour les qualifications de l'Open d'Australie. Elle bat au premier tour Mathilde Johansson (6-1, 6-3), puis Corinna Dentoni (6-2, 4-6, 6-3), mais s'incline au troisième tour sur deux tie-breaks face à Yuliana Fedak. Elle déclare forfait ensuite pour tous les autres tournois à cause d'une blessure au poignet, même si elle va quand même soutenir les joueuses à l'Open GDF Suez (dont Andrea Petkovic).
De retour pour la saison sur terre battue à Marbella, elle gagne une nouvelle fois ses deux premiers tours de qualification (contre Marta Domachowska, et Anastasia Pivovarova) mais perd contre Arantxa Rus dans un match à sens unique (6-1, 6-0). Pour son second tournoi, Barcelone, elle fait encore une fois partie des qualifs mais abandonne au premier tour face à sa compatriote Séverine Beltrame. Au Tournoi de tennis de Cagnes-sur-Mer, en manque de confiance, Kristina s'incline au premier tour face à Tatjana Malek (6-1, 7-6). En double, avec Séverine Beltrame, elles ne s'inclinent qu'en finale, en trois sets. À l'ITF de Prague, passant le premier tour facilement face à une Tchèque, Katerina Kramperová (7-6, 6-0), elle s'incline en trois sets au deuxième tour.
Pour son premier tournoi WTA, où elle a reçu une wildcard, à Strasbourg, elle passe le premier tour face à Stefanie Vögele en trois sets. C'est son premier match gagné sur le circuit WTA. Au 2e tour, les espoirs tombent, elle se fait balayer par la Lettone Anastasija Sevastova en deux sets, 6-1, 6-2.
Vient Roland-Garros où là aussi elle reçoit une wild card. Elle tombe en simple face à la Chinoise Li Na (tête de série no 11) en deux sets (7-5, 6-3). Elle est aussi en lice en double dames en compagnie de la Tunisienne Selima Sfar, avec qui elle perd au premier tour face à la paire italienne Errani/Vinci. Elle s'incline au premier tour également en double mixte en compagnie du Français Alexandre Sidorenko face à la paire française Védy/Llodra. Elle annonce sa participation à la Hopman Cup 2011 avec Nicolas Mahut pour représenter la France. Ils gagnent contre la Grande-Bretagne et l'Italie (avec des victoires sur Laura Robson et Francesca Schiavone), mais perdent 0-3 contre les États-Unis, ce qui leur fait prendre la 2e place.

### 2011: retour sur le circuit ITF

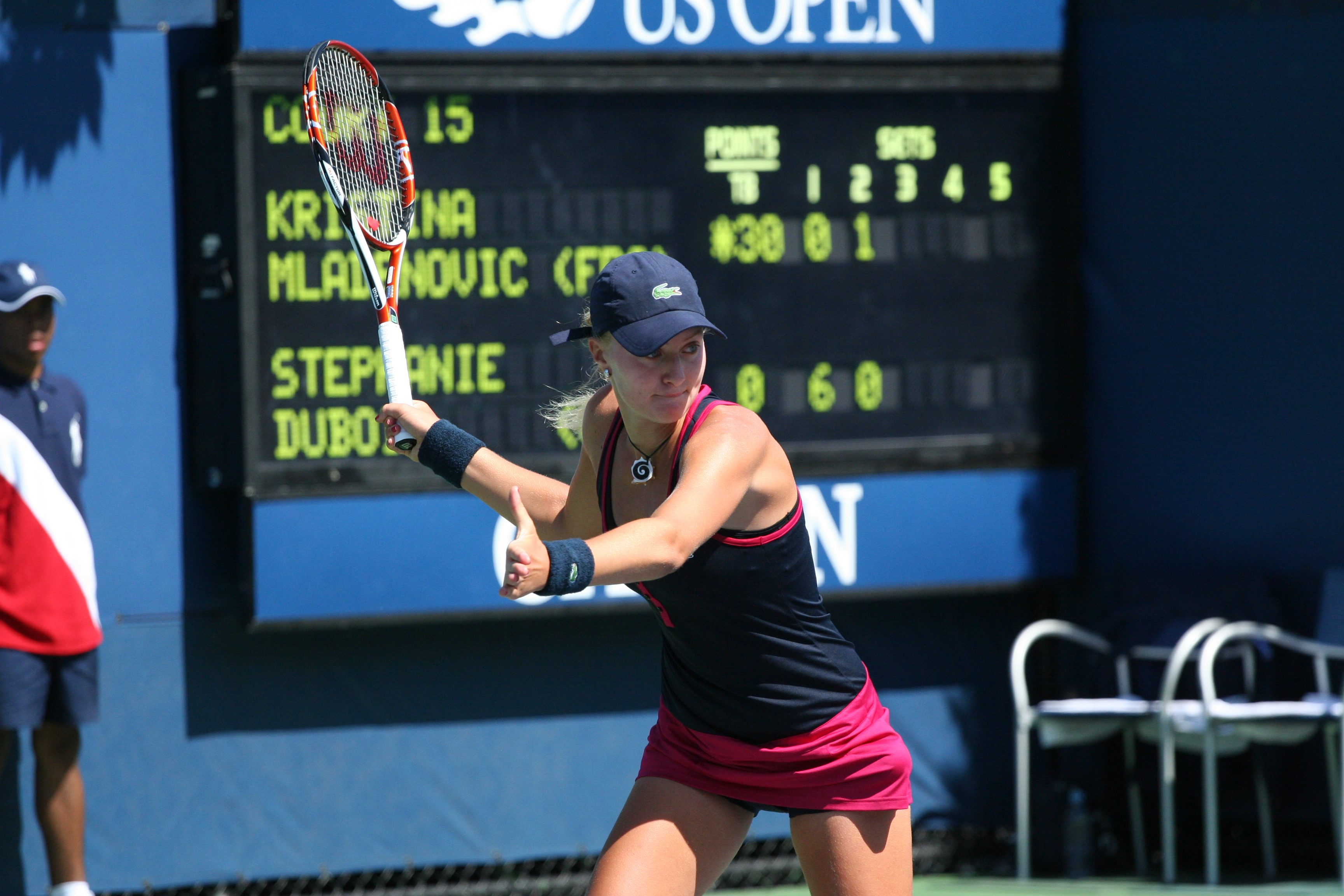
US Open 2011

Elle joue la Hopman Cup avec Nicolas Mahut. Kristina joue ensuite les qualifications de l'Open d'Australie mais se fait surprendre par Heather Watson 6-3, 6-2. Le début d'année ne sourit pas encore à la française, car elle ne parvient pas à s'extirper des qualifications du tournoi ITF de Grenoble. Elle retombe au-delà de la 300e place au classement WTA.
Le mois de février s'annonce de meilleur augure. Kristina gagne le tournoi ITF de Sutton. Elle s'impose en finale contre Mona Barthel en trois sets (6-3, 1-6, 6-2). Sa finale outre-manche l'empêche de participer aux qualifications du tournoi ITF de Stockholm. Les organisateurs lui offrent une place dans le tableau final (Special Exempt). Cela s'avère payant puisqu'elle remporte le tournoi de Stockholm en dominant la Néerlandaise Arantxa Rus (6-3, 6-4).
Kristina se rend au Mexique pour le tournoi d'Irapuato et rencontre au premier tour l'Australienne Johanna Konta, qu'elle avait déjà battue à Stockholm. Elle l'emporte très difficilement : 4-6, 6-4, 7-612. Puis, la Hongroise Tímea Babos est écartée 3-6, 6-2, 6-3.

### 2012: premier titre en WTA 125, entrée dans le top 100

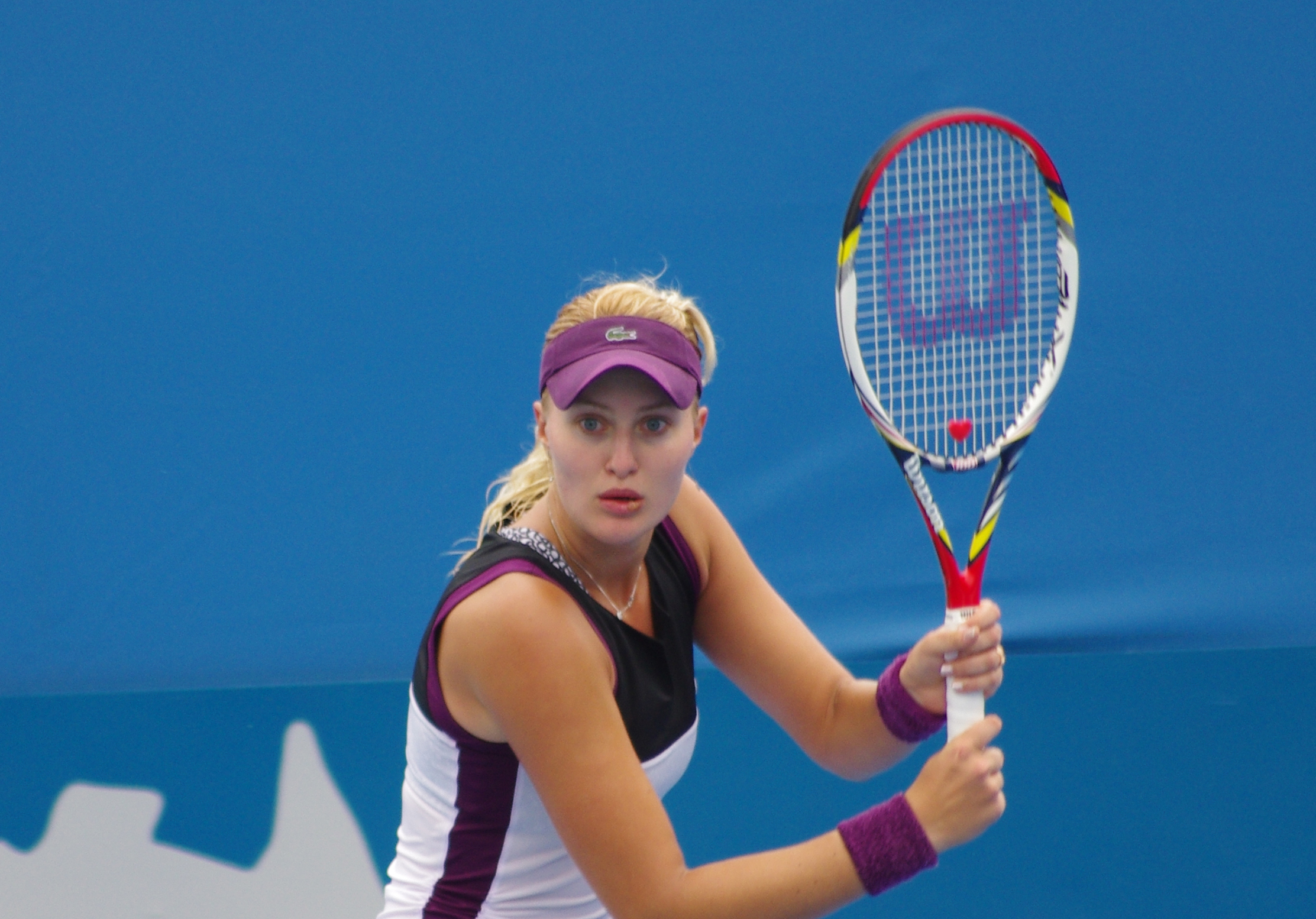
Kristina Mladenovic à Sydney en 2012.

Après une année 2011 compliquée, Kristina Mladenovic commence par les qualifications de l'Open d'Australie, où elle passe sans problèmes le premier tour. Elle perd par contre logiquement au tour suivant, mais continue en double, où elle passe un tour. C'est dans cette optique qu'elle est sélectionnée pour la première fois en Fed Cup en février, jouant avec Virginie Razzano le match de double. En juin, alors qu'elle a réussi à se qualifier pour Wimbledon, elle apprend qu'elle est sélectionnée pour ses premiers Jeux olympiques, en double avec Alizé Cornet.
À l'US Open, dernier tournoi du Grand Chelem de la saison, elle se qualifie pour la première fois de sa carrière au 3e tour d'un tournoi du Grand Chelem, en évinçant la Néo-Zélandaise Marina Erakovic (7-5, 6-4) et la 20e joueuse mondiale et tête de série no 17 Anastasia Pavlyuchenkova (6-1, 6-2), mais elle chute sur Marion Bartoli (2-6, 4-6).
La semaine d'après, elle passe les qualifications du tournoi de Québec, et rencontre au premier tour Madison Brengle qu'elle bat 7-6, 6-3. Ensuite, elle bat la jeune Allemande Annika Beck 3-6, 6-3, 6-4, puis, en quart de finale, Melanie Oudin 6-0, 6-1. Pour sa première demi-finale, elle tombe avec les honneurs face à Lucie Hradecká tête de série no 8, 7-5, 7-6. Elle remporte par contre le trophée en double associée à Tatjana Malek. Cette semaine lui permet de rentrer dans le top 100 et d'atteindre la trentième place en double. Elle occupe donc le meilleur classement de sa carrière.
Elle remporte le premier titre de sa carrière au tournoi de Taipei, nouveau tournoi instauré par la WTA, en battant la Taïwanaise Chang Kai-chen (6-4, 6-3) en finale. Elle remporte aussi le double avec la jeune Taïwanaise Chan Hao-ching. Cette (double) victoire revêt un petit caractère historique puisqu'elle remporte ainsi le premier tournoi d'un nouvelle catégorie instaurée par la WTA, entre le circuit ITF et les tournois WTA International, les tournois WTA 125k series (initialement appelés WTA Challenger).

### 2013: victoire à Wimbledon et finale à Roland-Garros en double mixte

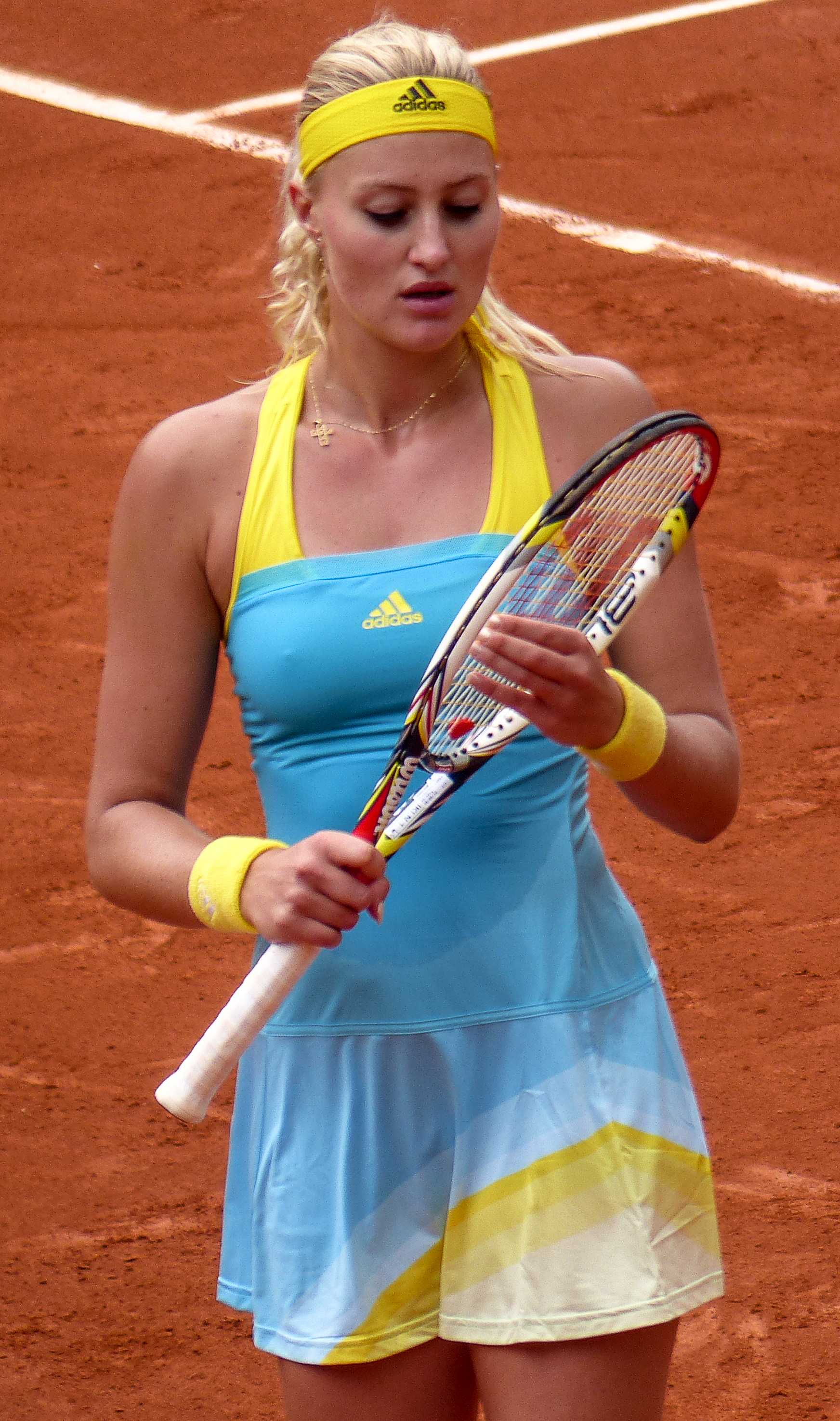
Kristina Mladenovic à Roland-Garros 2013.

Elle commence sa saison 2013 avec l'Open d'Australie, où elle bat au premier tour Tímea Babos mais s'incline au second face à Sloane Stephens.
Elle participe la semaine suivante à l'Open de GdF Suez, à Paris, où dès le premier tour elle crée la surprise en éliminant la 19e joueuse mondiale, Julia Görges, après un match très disputé. Elle réalise à nouveau la sensation au tour suivant en éliminant cette fois la no 22 mondiale, Yanina Wickmayer. En quart de finale, elle continue sur sa lancée en sortant la huitième joueuse mondiale Petra Kvitová en deux sets et se qualifie pour les demi-finales. C'est la première fois qu'elle bat une joueuse du top 10,. Cependant, elle s'incline au tour suivant face à Mona Barthel. Ce beau parcours lui permet d'atteindre la 69e place mondiale. Elle joue ensuite son premier simple en Fed Cup contre l'allemande Julia Görges mais elle perd 6-2, 7-6.
Elle participe ensuite au tournoi de Memphis. Elle bat facilement au premier tour Courtney Collins et s'impose également au second tour face à Victoria Duval mais s'incline en quart de finale face à la future finaliste du tournoi Sabine Lisicki. Au terme de ce tournoi, la Française grimpe encore au classement et atteint la 58e place mondiale.
Elle participe la semaine suivante à l'Open du Brésil, où elle entame le tournoi en battant Anne Keothavong puis l'Allemande Tatjana Malek. Elle se qualifie pour les demi-finales après avoir battu Melinda Czink. Mladenovic ne parvient cependant pas à se hisser en finale, battue par la Roumaine Monica Niculescu (future lauréate). Elle grimpe néanmoins encore au classement, elle est désormais 51e mondiale.
Kristina Mladenovic dispute ensuite l'Open d'Indian Wells où elle bénéficie d'une invitation (wildcard). Elle est opposée au premier tour à la Sud-Africaine Chanelle Scheepers, qui l'élimine en deux sets.
En double mixte avec Daniel Nestor, pour leur première association ensemble, elle atteint la finale de Roland-Garros où ils s'inclinent contre la paire composée de Lucie Hradecká et František Čermák. Quelques semaines plus tard, toujours avec Daniel Nestor, elle remporte Wimbledon en s'imposant en finale face à Bruno Soares et Lisa Raymond en ayant éliminé les trois premières têtes de série du tournoi. Ils récidivent avec une nouvelle bonne performance à l'US Open où ils atteignent les demi-finales, battus dans un match serré par Andrea Hlaváčková et Max Mirnyi (5-7, 7-64, [10-12]).

### 2014: victoire à l'Open d'Australie en mixte, finale à Wimbledon en double
Sa saison commence par le tournoi de Hobart, où elle bat Silvia Soler Espinosa au premier tour et s'incline au tour suivant contre Samantha Stosur dans un match serré où elle lui prend un set.
Elle participe ensuite au premier tournoi du Grand Chelem de la saison, l'Open d'Australie. En simple, elle perd dès son entrée en lice face à Stefanie Vögele. En double mixte, à la suite de leurs excellentes performances de la saison dernière, elle renouvelle sa collaboration avec Daniel Nestor. Ils remportent le titre et leur deuxième tournoi du Grand Chelem sans perdre un set, vainquant notamment Zheng Jie et Scott Lipsky en demi-finale et la paire Sania Mirza et Horia Tecău lors de l'ultime match. Comme l'indique son partenaire Daniel Nestor lors de la remise du trophée, Kristina Mladenovic se forge une renommée certaine en double.
Elle enchaîne ensuite avec le tournoi parisien de l'Open GdF Suez où elle avait été demi-finaliste l'année précédente. Son premier tour est délicat puisqu'elle affronte la joueuse en forme du moment Simona Halep, 10e mondiale. Elle la vainc en deux sets (7-61, 6-4), mais s'incline le lendemain contre Andrea Petkovic (4-6, 2-6).
À partir du mois de mai, elle est entraînée par Yannick Hesse, le père de la joueuse Amandine Hesse qui est également une grande amie de Kristina. Il ne voyagera pas avec elle pendant la quasi-totalité de leur collaboration.
Elle bénéficie d'une wildcard pour le tournoi du Grand Chelem de Roland-Garros et réussit l'exploit de battre au premier tour la numéro deux mondiale, Li Na, en trois sets (7-5, 3-6, 6-1). Elle perd au 3e tour contre Andrea Petkovic (4-6, 6-4, 4-6) future demi-finaliste.
À Wimbledon, elle atteint sa première finale de Grand Chelem en double dames aux côtés de Tímea Babos. En double mixte, elle défend son titre aux côtés de Daniel Nestor mais la paire Franco-Canadienne s'incline en demi-finale.
Au Classic de Washington, Kristina bat la tête de série no 1 du tournoi Lucie Šafářová au premier tour (2-6, 6-3, 6-3) mais perdra en quart de finale (3-6, 1-6) contre Kurumi Nara.
Lors de la première édition de l'Open GDF Suez de Limoges, Mladenovic se hisse en finale en simple et en double (avec Tímea Babos) mais perd les deux matchs consécutivement. Cela lui permet de finir malgré tout la saison 2014 à la 67e place.
Le 25 novembre, Kristina Mladenovic annonce sur son compte twitter que Nemanja Kontic rejoint son équipe. Il voyage avec elle pendant l'IPTL durant lequel ils préparent la saison 2015.

### 2015: premier quart de finale de Grand Chelem en simple etno1française
Kiki commence l'année à Auckland où elle cède au 1er tour face à Elena Vesnina (6-75, 2-6). Elle s'engage à l'Open d'Australie dans les trois compétitions : simple, double, avec Tímea Babos et mixte avec Daniel Nestor. En simple, elle s'arrête au second tour contre Bethanie Mattek-Sands (6-73, 6-76) ; en double, elle est stoppée au deuxième tour par la paire Americano-Tchèque Mattek-Sands-Šafářová (6-4, 6-72, 3-6) ; et en mixte, elle perd le titre obtenu l'année précédente, contre la paire Indo-Suisse Leander Paes-Martina Hingis (4-6, 3-6).
En Fed Cup, elle contribue avec Garcia à la qualification de la France contre l'Italie pour les demi-finales : menée 2 à 0 le premier jour, elles renversent totalement la rencontre. Battant d'abord Sara Errani pour son premier simple à la deuxième journée (6-4, 6-3), et la victoire en double contre les no 1 mondiaux Sara Errani et Roberta Vinci (6-1, 6-2).

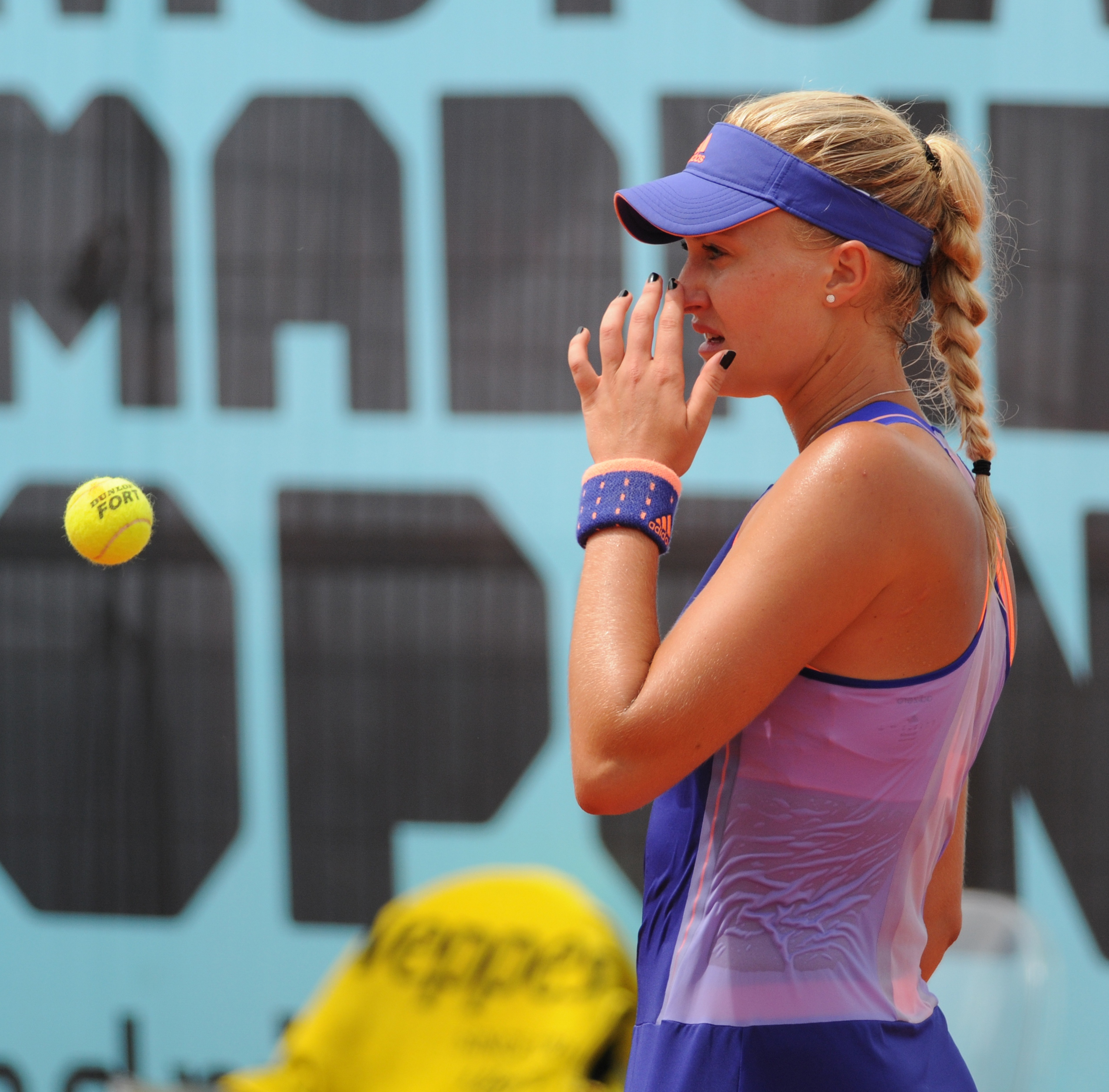
Kristina Mladenovic lors de l'Open de Madrid en 2015.

Elle connaît des résultats mitigés dans les tournois suivants : victoires contre Tereza Smitková et Vera Zvonareva à Monterrey au Mexique perdant en quart contre la 6e mondiale Ana Ivanović (3-6, 2-6), puis perd face à Mona Barthel à l'Open d'Indian Wells. Elle se reprend en éliminant Klára Koukalová (6-4, 6-4) au premier tour à Miami, battant au second tour Barbora Strýcová (7-5, 6-2), mais perdant en huitième contre Andrea Petkovic.
En avril, demi-finale de la Fed Cup où elles sont rapidement éliminés par les Tchèques alors menée 3-0, perdant contre Petra Kvitová (3-6, 4-6), mais faisant honneur en remportant le double contre Lucie Šafářová et Barbora Strýcová, avec Pauline Parmentier (0-6, 6-3, 10-8).
En mai, elle atteint la finale du tournoi de Strasbourg (sa première en catégorie International), mais perd (6-3, 2-6, 3-6) contre Sam Stosur, tête de série no 3.
À Roland-Garros, alors qu'elle n'a plus d'entraineur, elle se qualifie pour le troisième tour en battant au premier, la 6e mondiale, Eugenie Bouchard (6-4, 6-4) et Danka Kovinić au second. Cependant elle perdra (4-6, 1-6) contre la Belge Alison Van Uytvanck.
En juillet, elle atteint la 35e place mondiale. En double avec Tímea Babos, elle gagne quatre titres en autant de finales, en s'imposant notamment à Dubaï et Rome.
Sur la gazon, elle parvient en demi-finale au tournoi de Birmingham en battant Alison Riske, puis à nouveau Eugenie Bouchard (6-3, 4-6, 6-0), et enfin Barbora Strýcová (7-64, 6-2). Avant de battre, dans un match d'une grosse intensité, la 3e mondiale, Simona Halep (2-6, 6-0, 7-64) et ainsi aller dans le dernier carré. Cependant, elle est vaincue (2-6, 6-76) à ce stade contre Karolína Plíšková en 1 h 22. À Wimbledon, elle perd à nouveau au stade du troisième tour, contre Victoria Azarenka (4-6, 4-6), cap qu'elle n'arrive pas à dépasser.
Sur la tournée estivale, à Cincinnati, elle résiste au second tour à la future finaliste, Simona Halep (5-7, 7-5, 4-6) mais s'incline.
Lors de l'US Open, elle arrive sans avoir fait de grosses performances mais passe avec maîtrise et solidité son premier tour (6-3, 7-5) contre la tête de série no 30, Svetlana Kuznetsova. Au deuxième tour, elle fait face à Bojana Jovanovski qu'elle bat 7-5, 6-1 dans un jour moins bon que la première journée. Elle affronte au tour suivant, la lucky loser Daria Kasatkina (qui bénéficie de ce statut en raison du forfait de Maria Sharapova), qu'elle bat facilement 6-2, 6-3 en tout juste une heure, et cette performance lui permet d'atteindre pour la première fois les huitièmes de finale d'un Grand Chelem en simple. Elle poursuit son parcours en battant deux jours plus tard la Russe Ekaterina Makarova, 13e mondiale et demi-finaliste l'an dernier, (7-62, 4-6, 6-1) en un peu plus de deux heures, se qualifiant ainsi en quart de finale, où elle affronte Roberta Vinci. Avec ce bon parcours, elle améliore son classement et devient la nouvelle no 1 Française. Elle est cependant battue par Vinci future finaliste sur le score de (3-6, 7-5, 4-6) et son beau parcours s'arrête là en 2 h 31.
En octobre, elle annonce qu'elle reprend une collaboration avec Georges Goven.
Grâce à ses bons résultats en double avec Tímea Babos tout au long de l'année, elle participe au Masters de double à Singapour. Leur équipe ne parvient cependant pas à se sortir des poules.
En novembre, elle annonce qu'elle s'associera en double avec sa compatriote Caroline Garcia avec pour objectif principal les Jeux olympiques de Rio.

### 2016: titre en Grand Chelem à Roland-Garros et finale à l'US Open en double
Kristina commence l'année à Brisbane par une défaite au 1er tour face à une autre Française Alizé Cornet 3-6, 4-6. Elle s'engage à l'Open d'Australie dans les trois compétitions : simple, double, avec Garcia et mixte avec Jo-Wilfried Tsonga. En simple, elle bat au premier tour (alors qu'elle ne l'avait jamais battue) la finaliste de l'édition 2014, Dominika Cibulková en deux petites manches (6-3, 6-4), puis au second tour la qualifiée Nicole Gibbs (6-1, 7-64), pour se qualifier pour la première fois à Melbourne au troisième tour, où elle affrontera la locale Daria Gavrilova. Elle perdra ce match de près de trois heures de jeu : d'abord en perdant le premier set 6-4, puis de remporter le deuxième sur le même score et avec un dernier set de plus d'une heure et demie conclu par l'Australienne à 11-9, laissant éclater sa joie, ainsi que la frustration de la Française où elle ne s'est procuré aucune balle de match.
En Fed Cup, elle contribue avec Garcia à la qualification de la France pour les demi-finales comme l'année passée. Perdant d'abord son premier match en simple face à Camila Giorgi (1-6, 6-4, 6-1) en s'écroulant complètement à partir du deuxième set à cause d'une panne de premières balles au service; mais gagne son deuxième match contre Sara Errani (7-64, 6-1) avec plus d'assurance et donnant l'avantage.
Pour le début de la tournée de terre battue, elle perd au deuxième tour à Charleston contre Mirjana Lučić en trois manches très serrées et un tie-break perdu 13-15 dans l'ultime manche. Mais en double associée à Caroline Garcia, elles se qualifient pour la finale, et battent les têtes de série no 1 Bethanie Mattek-Sands et Lucie Šafářová (6-2, 7-5), remportant ainsi leur premier titre ensemble.
En Fed Cup, la demi-finale se joue à domicile, à Trélazé, contre les Pays-Bas. Elle gagne d'abord son premier match contre Richèl Hogenkamp (6-2, 6-4), avant de perdre le deuxième simple contre Kiki Bertens en deux sets (5-7, 4-6). En double avec Garcia, elles battent la paire Bertens/Hogenkamp (4-6, 6-3, 6-3), permettant ainsi de se qualifier pour la finale pour la première fois depuis 2005.
La semaine suivante, à Stuttgart, elle est éliminée dès le premier tour, mais en double avec Caroline Garcia elles se qualifient pour la finale, et battent les têtes de série no 1 Martina Hingis et Sania Mirza (2-6, 6-1, [10-6]), remportant ainsi leur deuxième titre ensemble en moins d'un mois. Au tournoi de Madrid, en double, Caroline Garcia et Kristina Mladenovic battent de nouveau les têtes de série no 1 Martina Hingis et Sania Mirza (6-4, 6-4), remportant ainsi leur troisième titre sans perdre le moindre set.
L'heure du deuxième tournoi du Grand Chelem sonne à Roland-Garros, en simple elle passe ses deux premiers tours plutôt facilement en deux manches, avant d'affronter la no 1 mondiale Serena Williams, lors duquel elle réalise un super match en étant agressive et poussant l'Américaine a mieux jouer, perdant malgré tout (4-6, 6-710) mais avec les honneurs et un deuxième set très serré. En double avec Garcia, en tant que tête de série no 5, elle se qualifie pour la deuxième fois d'une finale en double d'un Grand Chelem, en ayant laisser échapper deux manches sur le parcours en battant successivement les paires Annika Beck/Wickmayer (6-4, 6-2), les compatriotes Johansson et Parmentier (6-1, 4-6, 6-2), les Allemandes Friedsam et Siegemund (6-3, 6-2). Puis en quart, Kiki Bertens/Johanna Larsson (7-5, 6-3) et en demi-finale, la paire Russe Gasparyan et Kuznetsova (6-4, 4-6, 6-3). En finale, elles affrontent la paire Ekaterina Makarova/Elena Vesnina tête de série no 7, qu'elles battent (6-3, 2-6, 6-4) au terme d'une lutte acharnée de plus de deux heures. Réalisant une belle performance puisqu'il s'agit du premier double féminin français à s'imposer depuis 45 ans du côté de la porte d'Auteuil,.

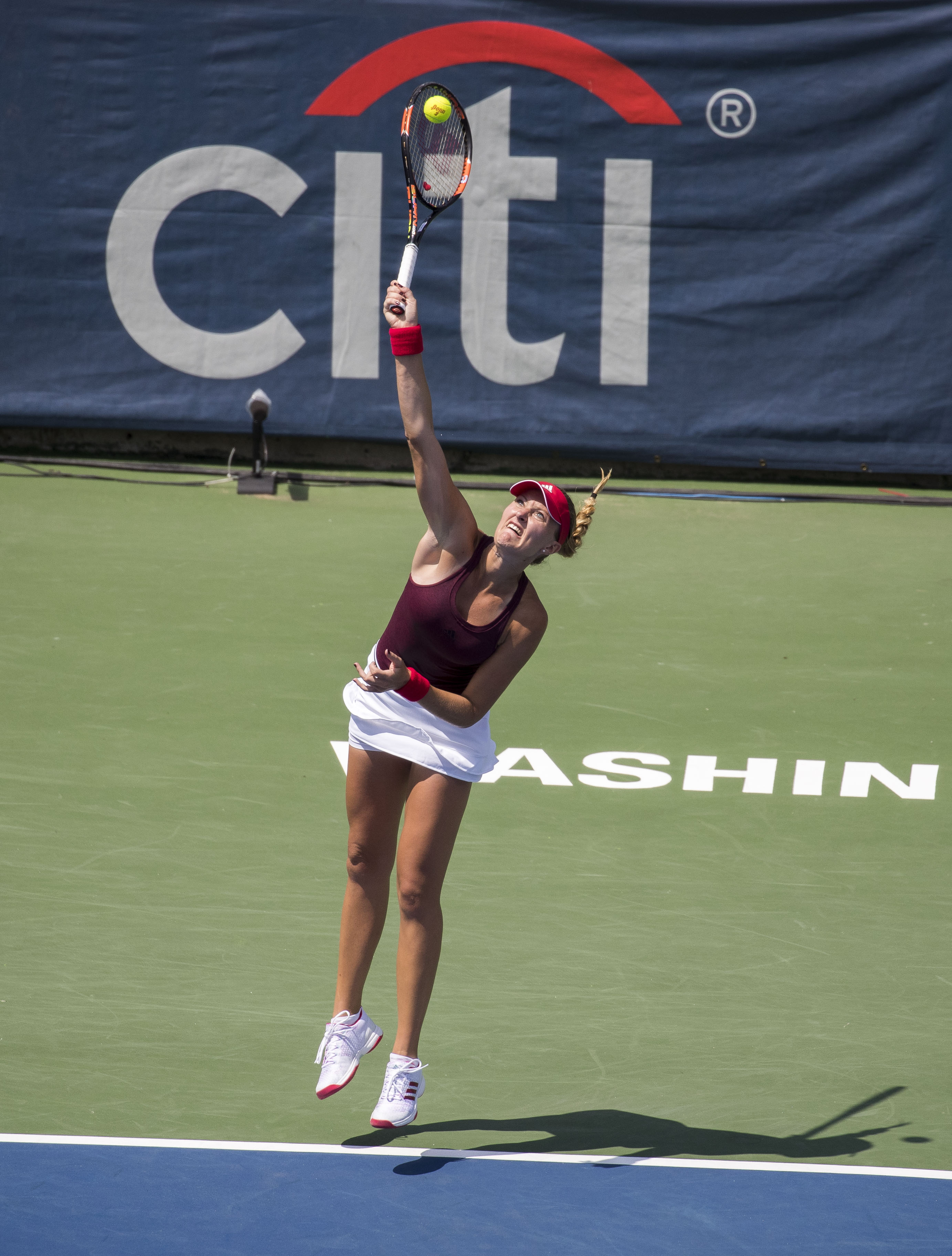
Kristina Mladenovic au Citi Open en 2016.

Pour entamer la saison sur gazon, elle participe au tournoi de Bois-le-Duc, en qualité de tête de série no 3. Elle bat successivement Yaroslava Shvedova, les qualifiées Natalia Vikhlyantseva et Elise Mertens, puis, en trois sets (2-6, 6-3, 6-4), son amie Belinda Bencic, 8e joueuse mondiale et tête de série no 1. Elle se qualifie ainsi pour la finale du tournoi, où elle s'incline face à l'Américaine Coco Vandeweghe, tête de série no 6, sur le score de (5-7, 5-7), laissant passer une belle occasion. La semaine suivante, à Majorque, elle est éliminée dès le premier tour par Sabine Lisicki, joueuse particulièrement redoutable sur gazon, sur le score de (4-6, 4-6).
À Wimbledon, en simple, elle est battue dès son entrée en lice par Aliaksandra Sasnovich, 97e mondiale, sur le score de 3-6, 3-6, alors qu'elle jouait en qualité de tête de série no 31. En double, accompagnée par Caroline Garcia et profitant du statut de tête de série no 2, elles se qualifient pour les quarts de finale, battant successivement les paires Schuurs/Voráčová (6-2, 6-2), Peng et Zhang Shuai (0-6, 6-3, 6-4) et, sur abandon, les Espagnoles Garrigues et Santonja. Elles sont finalement battues par Karolína Plíšková et Julia Görges, paire tête de série no 8, sur le score de 6-79, 3-6.
Pour les Jeux olympiques en simple, elle passe son premier tour contre Aleksandra Krunić, avant de perdre au tour suivant dans un match épique de plus de trois heures face à Madison Keys 9e mondiale, (5-7, 7-64, 6-75) avec une fin frustrante, passant tout près de la victoire. En double avec Caroline Garcia alors tête de série no 2, elle s'incline de façon surprenante contre la paire Japonaise Misaki Doi/Eri Hozumi en trois manches dès le premier tour, réduisant à néant les chances de médaille. Mais la Française réglera ses comptes après le match en chargeant la FFT de la confusion d'avant-match à propos de la couleur de la tenue de sa partenaire, différente de la sienne, et reprochant vivement à la FFT de ne leur avoir rien dit. Conséquence de ses paroles, elle est suspendue avec Garcia à titre conservatoire de la FFT juste avant le début de l'US Open, ce qui provoquera d'autres agacements,. Alors quart de finaliste l'an passé, elle perd en simple au deuxième tour contre Anastasia Pavlyuchenkova, encore une fois dans un match accroché (2-6, 6-4, 6-75). En double accompagnée par Garcia et profitant du statut de tête de série no 1, elles se qualifient pour les quarts de finale, battant successivement les paires Kurumi Nara et Naomi Osaka (6-3, 6-3), Naomi Broady/Shelby Rogers (6-3, 6-1) et, la deuxième paire Japonaise Eri Hozumi et Miyu Kato (6-2, 6-3). Elles battent Mirza/Strýcová en 1h10 (7-63, 6-1), puis Martina Hingis/Coco Vandeweghe (6-3, 6-4) en 1h11 et ainsi se qualifier pour la deuxième finale de l'année en Grand Chelem avec Garcia sans perdre le moindre set. Cependant malgré leur bonne semaine, elles se font battre dans un match à suspense (6-2, 6-75, 4-6) en un peu plus de deux heures contre Mattek-Sands/Šafářová alors que les Françaises menaient 6-2, 5-4 avant de craquer.
En octobre à Pékin, en simple elle se fait battre à nouveau par Madison Keys en deux manches, et en double avec Garcia, elle arrive en finale en ayant pratiqué un tennis moyen passant proche de la défaite au deuxième tour contre Aleksandra Krunić/Kateřina Siniaková et en demi-finale face à la paire Chan Hao-ching et Chan Yung-jan. Avant de perdre à nouveau comme à l'US Open contre Mattek-Sands et Šafářová (4-6, 4-6) en deux set sec et 1h20 de jeu. La semaine suivante au tournoi de Hong Kong, elle passe ses deux premiers tours assez facilement, puis bat difficilement mais avec mental Bethanie Mattek-Sands (3-6, 6-3, 7-63), et en demi-finale, elle bat la tombeuse de la première mondiale, Daria Gavrilova (7-5, 6-3) dans un match particulièrement décousue. Ainsi elle se qualifie pour la finale (la deuxième de l'année) où elle fera face à Caroline Wozniacki, de retour en forme en cette fin de saison, où elle perdra au terme d'un combat acharné de 2h40 de jeu (1-6, 7-64, 2-6) et blessée à la cuisse droite au cours du match.
En double du Masters de Singapour avec Garcia en tant que tête de série no 1, démarrant en quart de finale, elles battent Julia Görges/Karolína Plíšková (6-4, 6-2) en 1h25, mais perdent contre Mattek-Sands/Šafářová (3-6, 5-7) en une heure et demie.
Quelques jours après, lors de la finale de Fed Cup contre la République tchèque, Mladenovic s'incline au premier tour face à la 6e mondiale Karolína Plíšková à l'issue d'un match très disputé (3-6, 6-4, 14-16). Le dimanche, elle n'est pas retenue pour jouer un autre simple, et Alizé Cornet perd. Les deux équipes étant à égalité, le match de double s'avère décisif : avec Garcia, elles perdent alors contre Karolína Plíšková et Barbora Strýcová (5-7, 5-7) et les Tchèques conservent le trophée,.
Enfin, mi-décembre, elle annonce mettre fin à sa collaboration avec Georges Goven. La Française annonce ne plus vouloir d'entraîneur.

### 2017: quart de finale à Roland-Garros, premier titre WTA, entrée dans le top 10
Elle commence l'année à la Hopman Cup, associée à Richard Gasquet. La paire française réalise un parcours quasi parfait, avec des victoires en poules contre l'Allemagne (2-1) perdant son simple contre Andrea Petkovic (2-6, 1-6), la Grande-Bretagne (3-0) gagnant son simple contre Heather Watson (6-4, 5-7, 6-3) et la Suisse (2-1) gagnant son simple contre Belinda Bencic (6-4, 2-6, 6-3). Avant de dominer le duo Américain Jack Sock-Coco Vandeweghe en finale (2-1), mais en ayant perdu son simple avant (4-6, 5-7) contre Coco Vandeweghe.
Elle perd ensuite (4-6, 2-6) à l'Open d'Australie face à la jeune Ana Konjuh au premier tour. En double avec Caroline Garcia, elles se qualifient jusqu’en demi-finale avec deux matchs difficiles, mais perdent en 1 h 52 contre la paire Andrea Hlaváčková et Peng Shuai. Au tournoi de Saint-Pétersbourg (catégorie Premier), elle bat Venus Williams 11e mondiale, en 8e de finale (6-3, 6-1) puis la tenante du titre Roberta Vinci 21e mondiale, en quart de finale (6-1, 6-4), avant de se qualifier pour la finale en battant la jeune Natalia Vikhlyantseva (4-6, 6-2, 6-2). En finale elle bat Yulia Putintseva (6-2, 6-73, 6-4) en 2 h 36, et remporte son premier titre WTA. La semaine suivante, affrontant les Suisses au premier tour de la Fed Cup sans Caroline Garcia, elle parvient à gagner son premier match (6-3, 6-4) contre Belinda Bencic permettant aux deux équipes de revenir à égalité 1-1. Puis perd son match contre Timea Bacsinszky (6-74, 6-4, 5-7) en 3 h 17 dans un match tendu et à l'atmosphère palpable, où Mladenovic reprochera à la Suissesse ses multiples pauses médicales et son attitude durant le match. Éliminée, elle perd agalement le double avec Amandine Hesse disputant son premier match en sélection contre la paire Bacsinszky/Hingis (4-6, 4-6).
À Dubaï, elle passe ses deux premiers tours en battant les Tchèques Kateřina Siniaková (6-3, 6-3), et la no 3 mondiale, Karolína Plíšková (6-2, 6-4), mais perd ensuite face à la no 76 mondiale, Wang Qiang (1-6, 4-6) en huitième de finale. Elle dispute le tournoi d'Acapulco en battant Varvara Lepchenko, et Heather Watson (7-64, 65-7, 7-5) après 3 h 32 d'un match intense pour rallier les quarts. Elle bat ensuite Kirsten Flipkens (6-4, 6-3) puis Christina McHale (7-5, 4-6, 6-2) et atteint sa deuxième finale de l'année où elle s'incline face à Lesia Tsurenko (1-6, 5-7), mais elle atteint son meilleur classement WTA.
En mars au tournoi d'Indian Wells, Kristina se qualifie pour sa première demi-finale dans cette catégorie de Premier Mandatory, en battant Annika Beck, la 4e mondiale Simona Halep (6-3, 6-3) qui est pour elle « la victoire du physique » et Lauren Davis sur le même score ; puis la 15e mondiale Caroline Wozniacki sur le score de (3-6, 7-64, 6-2) en 2 h 33. Elle s'incline en demi-finale face à Elena Vesnina 15e mondiale, (3-6, 4-6) en 1 h 24. Ce résultat lui permet d'entrer dans le top 20 du classement WTA.
Pour les barrages de Fed Cup, elle participe à la victoire de l'équipe de France en s'imposant facilement face aux Espagnoles Silvia Soler Espinosa (6-0, 6-1) et Sara Sorribes Tormo (6-1, 6-1). La semaine suivante, sur la terre battue en intérieur du tournoi de Stuttgart, elle ne bat que des joueuses contre qui elle ne s'était jamais imposée, en commençant par Mirjana Lučić (6-4, 6-2) puis la no 2 mondiale Angelique Kerber, double tenante du titre (6-2, 7-5). En 1/4 de finale, elle gagne contre Carla Suárez Navarro (6-3, 6-2), puis elle bat Maria Sharapova, de retour sur le circuit (3-6, 7-5, 6-4) et accède ainsi à la finale. Elle s'incline finalement face à Laura Siegemund après avoir remporté le premier set (1-6, 6-2, 6-75). Par la suite au Premier Mandatory de Madrid, elle passe le premier tour en profitant de l'abandon de son adversaire Ana Konjuh, puis bat difficilement (6-3, 1-6, 7-61) Lauren Davis, sa compatriote Océane Dodin (6-2, 6-1) et la Roumaine Sorana Cîrstea, (6-4, 6-4). En demi-finale, elle bat sa partenaire de double, Svetlana Kuznetsova (6-4, 7-64), 9e mondiale en 1 h 43 pour sa première finale de Premier Mandatory. Elle perd en finale face à la 8e mondiale, Simona Halep (5-7, 7-65, 2-6) en 2 h 45. Elle se dira « fière de nous deux » après une finale physique et spectaculaire.
Aux Internationaux de France, tête de série numéro 13, Kristina passe non loin de la défaite (3-6, 6-3, 9-7) contre Jennifer Brady, après s'être bloqué le dos la veille de son match. Elle passe le second tour sans trembler en battant Sara Errani, 91e mondiale, sur le score de 2 sets à rien (6-2, 6-3) en 1 h 18. Elle obtient pour la première fois son ticket pour les huitièmes de finale en battant l'Américaine Shelby Rogers (7-5, 4-6, 8-6) après 2 h 46 de jeu. Elle vainc ensuite la tenante du titre et 5e mondiale, Garbiñe Muguruza (6-1, 3-6, 6-3) pour s'offrir une place en quart de finale dans une ambiance survoltée par le public après deux heures de jeu,. Elle perd en quart de finale face à la 31e joueuse mondiale, Timea Bacsinszky, en deux sets (4-6, 4-6) après 1 h 49 de jeu,,. Au classement WTA, elle gagne une place et atteint son meilleur classement, à la 13e place mondiale.
Les mois à suivre sont pourtant moins fastes. Ses résultats sur gazon sont, en effet, assez mitigés : si elle est battue en 1/4 de finale à Bois-le-Duc et à Birmingham, sortie respectivement par Lesia Tsurenko (3-6, 1-6) et par Petra Kvitová (4-6, 65-7), elle chute dès son deuxième match à Eastbourne, face à la 9e mondiale Svetlana Kuznetsova (4-6, 6-2, 3-6), et à Wimbledon, face à Alison Riske (6-2, 4-6, 4-6). À Washington, après un 1er tour difficile face à Tatjana Maria (7-5, 3-6, 6-3), elle est sèchement sortie par l'espoir canadien, Bianca Andreescu (2-6, 3-6). S'ensuit alors une longue série de défaites consécutives. Entre les mois d'août et d'octobre, elle est ainsi battue dès son entrée en lice par Barbora Strýcová (2-6, 3-6), Daria Gavrilova (0-6, 6-76), Tímea Babos (5-7, 5-7), Monica Niculescu (3-6, 2-6), Jana Fett (4-6, 3-6), Wang Qiang (0-6, 0-6), Kateřina Siniaková (3-6, 2-6), Duan Ying-Ying (5-7, 4-6) et Aliaksandra Sasnovich (2-6, 6-2, 2-6). La Française est ainsi dans une phase difficile, avec 10 défaites et 19 sets perdus consécutivement (son record personnel), contre des joueuses moins bien classées qu'elle (Strýcová et Gavrilova, étant 26e lors de leur victoire, étaient les mieux classées de toutes, Andreescu, quant à elle, était 167e). Malgré des coups moins précis et un service moins performant, elle assure néanmoins retrouver petit à petit son jeu ; elle affirme ainsi : « la qualité du jeu était meilleure que ce que j'ai pu produire ces dernières semaines. Même au niveau des statistiques c'est meilleur, je ne suis pas très loin ». Malgré ses récents déboires, la Saint-Poloise fait une percée dans le top 10 mondial chez les femmes en grimpant de 3 rangs, passant de la 13e à la 10e place mondiale, à l'issue du tournoi Premier de Moscou.
Sa 10e place à la race et le forfait de Konta lui permettent d’aller aux Masters de Singapour en tant que 1re remplaçante mais elle n'y joue aucun match. Elle finit sa saison avec le Masters Bis à Zhuhai où elle est tête de série n1 du tournoi mais elle perd ses deux matchs de poule, dont un très accroché contre Rybarikova où elle perd 5-7, 6-1, 6-7 en sauvant notamment six balles de matchs. Elle finit l’année sur douze défaites consécutives mais retire du positif de sa saison la qualifiant comme « la meilleure de sa carrière »  où elle aura notamment gagné un titre et obtenu son meilleur classement avec une entrée dans le top 10 (10e).

### 2018: en double: titre à l'Open d'Australie et aux Masters, finale à l'US Open
Sa saison 2018 débute à peu de chose près de la même façon qu'elle a fini la saison précédente. Elle s'incline lors de son entrée en lice au tournoi de Brisbane contre la qualifiée Aliaksandra Sasnovich (6-1, 3-6, 5-7). La semaine suivante à Sydney, alors qu'elle était menée (4-6, 2-4), elle abandonne contre la 341e joueuse mondiale Ellen Perez à cause d'une chaleur étouffante. Enfin lors de la première levée du Grand Chelem de la saison, l'Open d'Australie, elle s'incline dès le début du tournoi face à la Roumaine Ana Bogdan (3-6, 2-6). Il s'agit de sa 15e défaite consécutive sur le circuit depuis la fin de saison dernière. Elle se rapproche ainsi du record historique de 17 défaites consécutives détenu par la Néerlandaise Arantxa Rus. En revanche, elle remporte l'Open d'Australie en double avec Tímea Babos. Il s'agit de son quatrième titre en Grand Chelem.
Lors du 1/8 de finale du tournoi de Saint-Pétersbourg, elle met fin à sa série de défaites en gagnant face à Dominika Cibulková. Elle se qualifie ensuite pour la finale où elle est battue par Petra Kvitová. Elle sort cependant du top 10 mondial, car elle avait remporté le titre en 2017.
Elle enchaîne ensuite par les tournois de Doha, de Dubaï, du Mexique, d'Indian Wells, Miami, de Suisse et de Stuttgart où ses résultats sont peu convaincants : 2e tour à Doha, 1er à Dubaï, un quart de finale au Mexique puis un 3e et 2e tour à Indian Wells et Miami pour finir par un 1er tour en Suisse et à Stuttgart. Elle passe de la 13e place mondiale à celle de 30e.
Elle reprend un peu de couleurs en atteignant les huitièmes de finale à Madrid où elle s'incline face à Maria Sharapova (3-6, 4-6. Cependant, elle abandonne au premier tour au tournoi de Rome à cause de vertiges alors qu'elle était menée 1 set à 0 et 3 jeux à 0 dans le 2e.
À Roland-Garros, elle s'incline dès son entrée. Elle est battue par l'Allemande Andrea Petkovic en deux sets (610-7, 2-6). Elle passe à la 54e place mondiale.
Du côté du double, tout se passe plutôt bien. Elle atteint les quarts de finale à Doha, les demi-finales à Indian Wells, la finale à Madrid et les quarts de finale à tournoi de Rome, tout cela avec sa partenaire Tímea Babos. À Roland-Garros, elles atteignent les quarts de finale ce qui lui permet de revenir dans le top 10 en devenant numéro 8.
Sa préparation à Wimbledon n'est pas très convaincante où elle n'arrive qu'à passer le premier tour des tournois de Birmingham et d'Eastbourne. Par contre, elle obtient son 19e titre à Birmingham en battant en finale Demi Schuurs et Elise Mertens avec Timea Babos. C'est leur 5e titre en collaboration.
À Wimbledon, elle est la seule Française à se qualifier au 2e et 3e tour. Elle s'incline avec mérite face à Serena Williams qui l'emporte 7-5, 7-62. Elle revient dans le top 60, à la 56e place.
Durant sa préparation à l'U.S Open, elle revoit ses démons à San José et à Montréal où elle est battue dès le 1er tour. Elle atteint les huitièmes de finale à Cincinnati où elle s'incline face à la tête de série 8 et 6e mondiale, Petra Kvitová. À New Haven, elle est battue par la Biélorusse Aliaksandra Sasnovich au premier tour (66-7, 7-63, 2-6).
À l'US Open, elle fait un tournoi très différent en simple et en double. Du côté du tableau en simple, elle est éliminée dès le 2e tour par Carla Suárez Navarro en trois sets (1-6, 6-4, 4-6). En double, elle atteint la finale avec sa partenaire historique, Tímea Babos, mais elles s'inclinent face à la paire composée d'Ashleigh Barty et de Coco Vandeweghe en trois sets (3-6, 7-62, 7-66).
Durant sa tournée en Asie, elle est éliminée dès le 1er tour du tournoi de Tokyo par l'Estonienne Anett Kontaveit en deux sets (3-6, 65-7) et du tournoi de Pékin par Angelique Kerber (2-6, 2-6). Au tournoi de Linz, elle se défait de l'Anglaise Harriet Dart et de Tímea Babos avant de tomber en 1/4 de finale face à Andrea Petkovic (1-6, 3-6). Elle finit sa saison en simple au tournoi de Moscou où elle est éliminée en huitième de finale par l'Estonienne Anett Kontaveit.
Au Masters à Singapour, elle est à nouveau associée en double à la Hongroise Tímea Babos. Ensemble, elles atteignent la finale après avoir battu les paires Dabrowski-Xu et Barty-Vandeweghe. En battant la paire composée des deux numéros 1 mondiales, elles remportent le titre et finissent l'année numéros 3 mondiales.
Elle finit donc l'année 44e mondiale en simple et 3e mondiale en double.

### 2019: en double, finale à l'Open d'Australie, titre à Roland-Garros etno1mondiale
Kristina Mladenovic commence l'année par un tournoi ITF, à Dubaï. Tête de série no 1, elle avance jusqu'au quart de finale où elle abandonne, blessée au dos. Elle commence l'année en WTA par une défaite au 1er tour du tournoi de Brisbane face à la 247e mondiale, l'Australienne Destanee Aiava (3-6, 62-7). À Sydney, elle ne passe pas les qualifications en étant éliminée dès le premier tour par la 283e mondiale, l'Australienne Kimberly Birrell (6-75, 6-3, 6-78).
Lors du premier Grand Chelem de la saison, l'Open d’Australie, elle s'incline au 1er tour face à la Croate et tête de série no 20 Donna Vekić (2-6, 4-6). En double dames, elle se qualifie pour la finale avec Tímea Babos. Tenantes du titre, elles s'inclinent face à la paire Stosur-Zhang (3-6, 4-6). Enfin, elle fait son retour en double mixte en s'associant au Suédois Robert Lindstedt. Ensemble, ils perdent en huitièmes de finale face à Mattek-Sands et Jamie Murray (4-6, 4-6).
À Saint-Pétersbourg, elle est éliminée dès le premier tour par la Lettone Jeļena Ostapenko (1-6, 6-0, 1-6) alors qu'elle doit défendre sa place de finaliste de l'année dernière.
Elle est appelée par Julien Benneteau pour faire partie de l'équipe devant affrontant la Belgique lors du premier tour de la Fed Cup. Elle n'est pas alignée du week-end mais l'équipe de France se qualifie pour les demi-finales.
Au tournoi de Dubaï, elle se qualifie facilement au deuxième tour en battant l'Omanaise Fatma Al Nabhani (6-1, 6-1). Elle réussit ensuite l'exploit de battre la numéro 1 mondiale, la Japonaise Naomi Osaka, en deux sets expéditifs (6-3, 6-3). C'est sa victoire la plus marquante depuis sa chute au classement WTA en simple. Elle est finalement éliminée au troisième tour par Carla Suárez Navarro (5-7, 5-7) alors qu'elle a mené à plusieurs reprises. À une semaine du tournoi d'Indian Wells, elle intègre les têtes de série du tournoi d'Indian Wells WTA 125 où elle est éliminée dès son entrée en lice par Timea Bacsinszky (6-3, 4-6, 3-6).
À Indian Wells, la magie ne réopère pas. Après avoir battu la Chinoise Zheng Saisai (7-5, 6-2) au premier tour, elle retrouve la numéro 1 mondiale, la Japonaise Naomi Osaka. Elle est cette fois-ci battue par la tenante du titre (3-6, 4-6). À Miami, elle est éliminée dès le premier tour par la Chinoise Wang Yafan (3-6, 3-6). Elle participe au tournoi de Monterrey où elle se qualifie pour les quarts de finale après avoir battue la Brésilienne Beatriz Haddad Maia (6-4, 1-6, 7-65) et la Hongroise Gréta Arn (6-0, 6-2). Elle tombe finalement face à la future lauréate, l'Espagnole et tête de série no 1 Garbine Muguruza (1-6, 65-7).
Le 15 avril, elle annonce le début de sa collaboration avec l'Allemand Sacha Bajin, ancien entraîneur de Naomi Osaka.
Elle est appelée par Julien Benneteau pour la demi-finale de l'équipe de France de Fed Cup face à la Roumanie. Elle joue le premier match en simple face à Simona Halep mais s'incline en deux sets (3-6, 1-6) puis est alignée avec Caroline Garcia pour le double décisif face à Simona Halep et Monica Niculescu. Grâce à leur victoire (5-7, 6-2, 6-4), la France se qualifie pour la finale.
En préparation de Roland-Garros, elle commence par le tournoi d'Istanbul, elle confirme sa petite lancée de sa dernière semaine. Après avoir éliminé l'Ukrainienne et tête de série no 4 Dayana Yastremska (6-3, 6-4) puis l'Ukrainienne Kateryna Kozlova (6-1, 6-2), elle se qualifie pour les quarts de finale. Elle y affronte la Croate et tête de série no 6 Petra Martić. Elle est finalement éliminée après 3 h 17 de jeu dans un match très accroché (6-74, 6-4, 6-72). En parallèle, en double, avec sa partenaire habituelle (Tímea Babos), elle remporte son premier titre de la saison après avoir battu Alexa Guarachi et Sabrina Santamaria (6-1, 6-0). Devant passer par la case qualification au tournoi de Madrid, elle se qualifie pour la tableau principal après avoir éliminé la Serbe Ivana Jorović (7-5, 6-4) et Laura Siegemund (7-65, 6-1). Elle élimine ensuite Barbora Strýcová (6-3, 6-1) mais se fait ensuite éliminer par la Tchèque et tête de série no 2 Petra Kvitová (6-3, 7-65). Devant à nouveau passer par les qualifications, elle se qualifie pour le tournoi principal de Rome après avoir éliminé sa compatriote Fiona Ferro (7-64, 6-1) puis l'Américaine Amanda Anisimova (6-1, 6-4). Elle se qualifie pour les quarts de finale du tournoi après avoir écarté Caroline Garcia (6-1, 6-2), Belinda Bencic (6-2, 2-6, 6-1) et finalement l'Australienne et tête de série no 8 Ashleigh Barty (6-2, 6-3). Elle tombe face à la Grecque María Sákkari, dans un duel de qualifiées (7-5, 3-6, 0-6).
À Roland-Garros, elle s'arrête au deuxième tour en simple, battue par Petra Martić, tête de série numéro 31. En revanche, elle atteint la finale en double, ce qui lui permet de devenir no 1 mondiale de la spécialité. Elle est ainsi la deuxième Française à occuper cette place après Julie Halard-Decugis. Elle est finalement sacrée, pour la deuxième fois à Paris, avec sa partenaire Tímea Babos face aux Chinoises Duan Ying-Ying et Zheng Saisai (6-2, 6-3).
En préparation de Wimbledon, elle participe au tournoi de Nottingham. Ce tournoi, initialement prévu sur gazon, voit la pluie gâcher la fête. Ainsi, la Française joue à la fois sur dur puis finalement sur gazon. Pour autant, elle passe à travers la Polonaise Magdalena Fręch (7-5, 6-2) et l'Australienne Astra Sharma (6-1, 7-5). Elle est finalement éliminée en quart de finale part la Croate et tête de série no 2 Donna Vekić (5-7, 4-6). Elle ensuite éliminée d'entrée au tournoi de Birmingham par la Russe Evgeniya Rodina (2-6, 6-2, 4-6).
À Wimbledon, elle élimine la Russe Vitalia Diatchenko (7-5, 6-74, 6-2) mais tombe dès le deuxième tour face à la Tchèque et tête de série no 6 Petra Kvitová (5-7, 2-6) dans un match où elle sert pour le premier set. En double, elle et sa partenaire confirment leur début d'année et sont seulement éliminées en demi-finale par les futures vainqueurs Hsieh Su-wei et Barbora Strýcová (65-7, 4-6).
En préparation de l'US Open, elle s'engage dans le tableau du tournoi de Washington où elle élimine les Américaines Shelby Rogers (6-4, 6-4) et Hailey Baptiste (6-4, 4-6, 6-3). À nouveau elle est éliminée aux portes des demi-finales, cette fois-ci par la Russe Anna Kalinskaya (4-6, 6-4, 2-6). À Toronto et Cincinnati, elle est éliminée dès son entrée en lice, respectivement par l'Américaine Jennifer Brady (1-6, 2-6), au premier tour (après avoir reçu une wildcard), et par la Polonaise Magda Linette (2-6, 5-7), en qualifications.
À l'US Open, elle bat l'Allemande et 14e mondiale Angelique Kerber dans un match décousu (7-5, 0-6, 6-4). Elle ensuite battue par sa compatriote Fiona Ferro (4-6, 7-63, 3-6). En double, elle s'arrête en quart de finale, battue par Victoria Azarenka et Ashleigh Barty.
Au cours de la tournée asiatique, elle atteint les demi-finales du tournoi de Zhengzhou après avoir éliminé Duan Ying-Ying (6-2, 6-3), la Française Caroline Garcia (7-5, 6-2) et l'Ukrainienne et no 3 mondiale Elina Svitolina (6-4, 4-6, 6-3). Elle est finalement éliminée par la Croate Petra Martić (0-6, 3-6). Elle est ensuite éliminée d'entrée à Osaka par la Japonaise Misaki Doi (1-6, 2-3) et à Wuhan par Petra Martić (2-6, 2-6). Au tournoi de Chine, elle élimine l'Américaine Danielle Collins (6-3, 6-2) avant de finalement tomber face à la Tchèque Petra Kvitová (4-6, 4-6).
Le 23 septembre, sa partenaire de double Tímea Babos et elle apprennent leur qualification pour le Masters.
À Linz, elle bat Kateřina Siniaková (6-1, 7-5) et la Croate Donna Vekić (3-6, 6-1, 6-2). En quart de finale, elle tombe face à la Russe Ekaterina Alexandrova (2-6, 4-6). Sa bonne lancée lui permet d'atteindre les demi-finales à Moscou après avoir éliminé la Kazakhe Yulia Putintseva (6-4, 3-6, 6-2), la Lettone Anastasija Sevastova (7-5, 3-6, 6-3) puis la numéro 8 mondiale, la Néerlandaise Kiki Bertens (6-4, 2-6, 6-1). Elle est finalement sortie du tournoi par la future lauréate, la Suissesse et numéro 10 mondiale Belinda Bencic (3-6, 4-6). À l'issue du tournoi, elle redevient la numéro 1 française, dépassant l'ancienne numéro 4 mondiale Caroline Garcia.
Son dernier tournoi de la saison est le Masters en double avec Tímea Babos. Ensemble, elles réussissent à remporter à nouveau la compétition sans perdre un seul match. Ainsi, elles battent en finale la paire numéro 1 (Barbora Strýcová et Hsieh Su-wei).
Le 20 octobre, elle annonce la fin de sa collaboration avec Sascha Bajin.
Le 10 novembre 2019, elle remporte la Fed Cup avec l'équipe de France en battant l'Australie en finale. Elle participe aux trois points de la victoire, en remportant facilement son premier match de simple face à Ajla Tomljanović puis en renversant la no 1 mondiale Ashleigh Barty en trois sets et enfin, en gagnant le double décisif avec Caroline Garcia face à la paire Barty-Stosur.
En fin de saison, elle est classée 39e en simple et 2e en double.
Elle remporte pour la première fois sa carrière un prix, décerné par la WTA : celui de la meilleure équipe de double de l'année (avec Tímea Babos).

### 2020: en double, titres à l'Open d'Australie et Roland-Garros
Comme l'année précédente, Kristina Mladenovic commence la saison par un tournoi ITF, à Dubaï (ville où elle habite). Tête de série no 1, elle élimine l'Égyptienne Mayar Sherif (6-1, 6-2), la Suissesse Stefanie Vögele (6-3, 6-4) et l'Espagnole Sara Sorribes Tormo (6-77, 6-3, 6-2). Elle est finalement éliminée en demi-finale par l'Ukrainienne et 328e mondiale Daria Snigur (3-6, 6-76).
Seulement 39e mondiale et décidant de s'aligner au tournoi de Brisbane pour commencer la tournée australienne, elle doit passer par les qualifications. Tête de série no 2, elle élimine l'Australienne Ellen Perez (6-4, 4-6, 6-4) mais est éliminée au deuxième tour par la Russe Liudmila Samsonova (1-6, 4-6). En double, alignée avec l'Australienne Ajla Tomljanović, elle atteint les demi-finales avant de devoir déclarer forfait, malade.
Elle remporte l'Open d'Australie en double avec Tímea Babos sans perdre le moindre set. En simple, elle perd face à la Tchèque et numéro 2 mondiale Karolína Plíšková (1-6, 5-7). La française, toujours associée à la hongroise remporte également les Internationaux de France de tennis.
Elle compte de fait cinq titres du Grand Chelem dont quatre avec Tímea Babos.

### 2022: victoire en double mixte à l'Open d'Australie et en double dames à Roland-Garros
Eliminée dès le premier tour de l'Open d'Australie 2022 en simple et au deuxième tour en double (avec Caroline Garcia), elle remporte la finale du double mixte avec son partenaire Ivan Dodig.
À Roland-Garros, elle est battue au premier tour par Leylah Fernandez (6-0, 7-5). En double elle se hisse avec sa partenaire Caroline Garcia en finale et remporte le tournoi face à la paire américaine Coco Gauff et Jessica Pegula (2-6, 6-3, 6-2).
Le 12 juin, elle remporte le tournoi W60 de Caserte, c'est son premier titre en simple depuis 2017.
Lors du tournoi WTA 125K du Iasi Open qui se déroule début août, Mladenovic est la tête de série numéro 6. Elle atteint les quarts de finale où elle est battu 6/1-6/2 par la hongroise Panna Udvardy (tête de série numéro 2). En octobre, elle remporte le double du Tournoi de tennis de Tunisie puis reste à Monastir où elle gagne le tournoi W60. En décembre, elle remporte le double sur le prestigieux ITF de Dubaï (100 000 $) avec Tímea Babos.

### 2023: un début d'année compliqué
L'année 2023 début difficilement avec une élimination au 3e tour des qualifications de l'Open d'Australie 2023 en simple. Lors des tournois suivants du 1er trimestre, elle subit des éliminations en qualifications ou au premier tour du tableau principal. Elle dispute alors quelques tournois ITF pour tenter de glaner de précieux points.
En double, elle dispute quelques tournois avec sa partenaire historique Timea Babos mais ne parvient pas non plus à obtenir des résultats significatifs.

### 2024: finale en double à l'US Open
À l'US Open, elle joue avec Zhang Shuai. Elles créent la surprise en éliminant dès le premier tour les têtes de série no 2, Hsieh Su-wei et Elise Mertens, puis elles enchaînent les victoires pour atteindre la finale, en battant notamment deux autres paires têtes de série : Nicole Melichar-Martinez et Ellen Perez (no 5) en quarts, puis Taylor Townsend et Katerina Siniakova (no 3) en demi. Elles s'inclinent pour le titre contre Jelena Ostapenko et Lyudmyla Kichenok.

## Palmarès

### Titre en simple dames
| No | Date       | Nom et lieu du tournoi                          | Catégorie | Dotation  | Surface    | Finaliste        | Score          |          |
| -- | ---------- | ----------------------------------------------- | --------- | --------- | ---------- | ---------------- | -------------- | -------- |
| 1  | 30-01-2017 | St. Petersburg Ladies Trophy, Saint-Pétersbourg | Premier   | 776 000 $ | Dur (int.) | Yulia Putintseva | 6-2, 63-7, 6-4 | Parcours |

### Finales en simple dames
| No | Date       | Nom et lieu du tournoi                          | Catégorie | Dotation    | Surface      | Vainqueure         | Score          |          |
| -- | ---------- | ----------------------------------------------- | --------- | ----------- | ------------ | ------------------ | -------------- | -------- |
| 1  | 17-05-2015 | Internationaux de Strasbourg, Strasbourg        | Intern'l  | 250 000 $   | Terre (ext.) | Samantha Stosur    | 3-6, 6-2, 6-3  | Parcours |
| 2  | 06-06-2016 | Ricoh Open, Bois-le-Duc                         | Intern'l  | 250 000 $   | Gazon (ext.) | Coco Vandeweghe    | 7-5, 7-5       | Parcours |
| 3  | 10-10-2016 | Hong Kong Tennis Open, Hong Kong                | Intern'l  | 250 000 $   | Dur (ext.)   | Caroline Wozniacki | 6-1, 64-7, 6-2 | Parcours |
| 4  | 27-02-2017 | Abierto Mexicano Telcel, Acapulco               | Intern'l  | 250 000 $   | Dur (ext.)   | Lesia Tsurenko     | 6-1, 7-5       | Parcours |
| 5  | 24-04-2017 | Porsche Tennis Grand Prix, Stuttgart            | Premier   | 776 000 $   | Terre (int.) | Laura Siegemund    | 6-1, 2-6, 7-65 | Parcours |
| 6  | 06-05-2017 | Mutua Madrid Open, Madrid                       | PREMIER*  | 6 408 230 € | Terre (ext.) | Simona Halep       | 7-5, 65-7, 6-2 | Parcours |
| 7  | 29-01-2018 | St. Petersburg Ladies Trophy, Saint-Pétersbourg | Premier   | 799 000 $   | Dur (int.)   | Petra Kvitová      | 6-1, 6-2       | Parcours |

### Titres en double dames
| No | Date       | Nom et lieu du tournoi                   | Catégorie | Dotation      | Surface         | Partenaire           | Finalistes                            | Score              |          |
| -- | ---------- | ---------------------------------------- | --------- | ------------- | --------------- | -------------------- | ------------------------------------- | ------------------ | -------- |
| 1  | 06-08-2012 | Coupe Rogers Montréal                    | Premier 5 | 2 168 400 $   | Dur (ext.)      | Klaudia Jans-Ignacik | Nadia Petrova Katarina Srebotnik      | 7-5, 2-6, [10-7]   | Parcours |
| 2  | 10-09-2012 | Challenge Bell Québec                    | Intern'l  | 220 000 $     | Moquette (int.) | Tatjana Malek        | Alicja Rosolska Heather Watson        | 7-65, 6-76, [10-7] | Parcours |
| 3  | 18-02-2013 | US National Indoor Championships Memphis | Intern'l  | 235 000 $     | Dur (int.)      | Galina Voskoboeva    | Sofia Arvidsson Johanna Larsson       | 7-65, 6-3          | Parcours |
| 4  | 01-04-2013 | Family Circle Cup Charleston             | Premier   | 795 707 $     | Terre (ext.)    | Lucie Šafářová       | Andrea Hlaváčková Liezel Huber        | 6-3, 7-66          | Parcours |
| 5  | 29-04-2013 | Portugal Open Oeiras                     | Intern'l  | 235 000 $     | Terre (ext.)    | Chan Hao-ching       | Darija Jurak Katalin Marosi           | 7-63, 6-2          | Parcours |
| 6  | 08-07-2013 | XXVI Italiacom Open Palerme              | Intern'l  | 235 000 $     | Terre (ext.)    | Katarzyna Piter      | Karolína Plíšková Kristýna Plíšková   | 6-1, 5-7, [10-8]   | Parcours |
| 7  | 07-10-2013 | Japan Women's Open Osaka                 | Intern'l  | 235 000 $     | Dur (ext.)      | Flavia Pennetta      | Samantha Stosur Zhang Shuai           | 6-4, 6-3           | Parcours |
| 8  | 24-02-2014 | Abierto Mexicano Telcel Acapulco         | Intern'l  | 250 000 $     | Dur (ext.)      | Galina Voskoboeva    | Petra Cetkovská Iveta Melzer          | 6-3, 2-6, [10-5]   | Parcours |
| 9  | 15-02-2015 | Tennis Championships Dubaï               | Premier 5 | 2 513 000 $   | Dur (ext.)      | Tímea Babos          | Garbiñe Muguruza Carla Suárez Navarro | 6-3, 6-2           | Parcours |
| 10 | 27-04-2015 | GP Princesse Lalla Meryem Marrakech      | Intern'l  | 250 000 $     | Terre (ext.)    | Tímea Babos          | Laura Siegemund Maryna Zanevska       | 6-1, 7-65          | Parcours |
| 11 | 11-05-2015 | Internazionali d'Italia Rome             | Premier 5 | 2 707 664 $   | Terre (ext.)    | Tímea Babos          | Martina Hingis Sania Mirza            | 6-4, 6-3           | Parcours |
| 12 | 03-08-2015 | Citi Open Washington                     | Intern'l  | 250 000 $     | Dur (ext.)      | Belinda Bencic       | Lara Arruabarrena Andreja Klepač      | 7-5, 7-67          | Parcours |
| 13 | 04-04-2016 | Volvo Car Open Charleston                | Premier   | 753 000 $     | Terre (ext.)    | Caroline Garcia      | Bethanie Mattek-Sands Lucie Šafářová  | 6-2, 7-5           | Parcours |
| 14 | 18-04-2016 | Porsche Tennis Grand Prix Stuttgart      | Premier   | 759 000 $     | Terre (int.)    | Caroline Garcia      | Martina Hingis Sania Mirza            | 2-6, 6-1, [10-6]   | Parcours |
| 15 | 30-04-2016 | Mutua Madrid Open Madrid                 | PREMIER*  | 5 300 951 $   | Terre (ext.)    | Caroline Garcia      | Martina Hingis Sania Mirza            | 6-4, 6-4           | Parcours |
| 16 | 22-05-2016 | Roland-Garros Paris                      | G. Chelem | 15 980 135 $  | Terre (ext.)    | Caroline Garcia      | Ekaterina Makarova Elena Vesnina      | 6-3, 2-6, 6-4      | Parcours |
| 17 | 17-01-2018 | Australian Open Melbourne                | G. Chelem | 25 096 000 A$ | Dur (ext.)      | Tímea Babos          | Ekaterina Makarova Elena Vesnina      | 6-4, 6-3           | Parcours |
| 18 | 18-06-2018 | Aegon Classic Birmingham                 | Premier   | 871 028 $     | Gazon (ext.)    | Tímea Babos          | Elise Mertens Demi Schuurs            | 4-6, 6-3, [10-8]   | Parcours |
| 19 | 21-10-2018 | WTA Finals Singapour                     | Masters   | 7 000 000 $   | Dur (int.)      | Tímea Babos          | Barbora Krejčíková Kateřina Siniaková | 6-4, 7-5           | Parcours |
| 20 | 22-04-2019 | Istanbul Cup Istanbul                    | Intern'l  | 226 750 $     | Terre (ext.)    | Tímea Babos          | Alexa Guarachi Sabrina Santamaria     | 6-1, 6-0           | Parcours |
| 21 | 26-05-2019 | Roland-Garros Paris                      | G. Chelem | 23 029 029 €  | Terre (ext.)    | Tímea Babos          | Zheng Saisai Duan Ying-Ying           | 6-2, 6-3           | Parcours |
| 22 | 27-10-2019 | WTA Finals Shenzhen                      | Masters   | 14 000 000 $  | Dur (int.)      | Tímea Babos          | Hsieh Su-wei Barbora Strýcová         | 6-1, 6-3           | Parcours |
| 23 | 20-01-2020 | Australian Open Melbourne                | G. Chelem | 3 884 000 A$  | Dur (ext.)      | Tímea Babos          | Hsieh Su-wei Barbora Strýcová         | 6-2, 6-1           | Parcours |
| 24 | 27-09-2020 | Roland-Garros Paris                      | G. Chelem | 23 029 029 €  | Terre (ext.)    | Tímea Babos          | Alexa Guarachi Desirae Krawczyk       | 6-4, 7-5           | Parcours |
| 25 | 22-05-2022 | Roland-Garros Paris                      | G. Chelem | 43 600 000 €  | Terre (ext.)    | Caroline Garcia      | Coco Gauff Jessica Pegula             | 2-6, 6-3, 6-2      | Parcours |
| 26 | 11-07-2022 | Ladies Open Lausanne Lausanne            | WTA 250   | 251 750 $     | Terre (ext.)    | Olga Danilović       | Ulrikke Eikeri Tamara Zidanšek        | forfait            | Parcours |
| 27 | 19-09-2022 | Hana Bank Korea Open Séoul               | WTA 250   | 251 750 $     | Dur (ext.)      | Yanina Wickmayer     | Asia Muhammad Sabrina Santamaria      | 6-3, 6-2           | Parcours |
| 28 | 03-10-2022 | Jasmin Open Monastir                     | WTA 250   | 251 750 $     | Dur (ext.)      | Kateřina Siniaková   | Miyu Kato Angela Kulikov              | 6-2, 6-0           | Parcours |

### Finales en double dames
| No | Date       | Nom et lieu du tournoi              | Catégorie | Dotation      | Surface      | Vainqueures                            | Partenaire          | Score             |          |
| -- | ---------- | ----------------------------------- | --------- | ------------- | ------------ | -------------------------------------- | ------------------- | ----------------- | -------- |
| 1  | 06-06-2011 | Sony Ericsson Open Copenhague       | Intern'l  | 220 000 $     | Dur (int.)   | Johanna Larsson Jasmin Wöhr            | Katarzyna Piter     | 6-3, 6-3          | Parcours |
| 2  | 22-04-2013 | GP Princesse Lalla Meryem Marrakech | Intern'l  | 235 000 $     | Terre (ext.) | Tímea Babos Mandy Minella              | Petra Martić        | 6-3, 6-1          | Parcours |
| 3  | 29-12-2013 | Brisbane International Brisbane     | Premier   | 1 000 000 $   | Dur (ext.)   | Alla Kudryavtseva Anastasia Rodionova  | Galina Voskoboeva   | 6-3, 6-1          | Parcours |
| 4  | 27-01-2014 | Open GDF Suez Paris                 | Premier   | 710 000 $     | Dur (int.)   | Anna-Lena Grönefeld Květa Peschke      | Tímea Babos         | 6-77, 6-4, [10-5] | Parcours |
| 5  | 15-06-2014 | Topshelf Open Bois-le-Duc           | Intern'l  | 250 000 $     | Gazon (ext.) | Marina Erakovic Arantxa Parra Santonja | Michaëlla Krajicek  | 0-6, 7-65, [10-8] | Parcours |
| 6  | 23-06-2014 | The Championships Wimbledon         | G. Chelem | 18 575 979 $  | Gazon (ext.) | Sara Errani Roberta Vinci              | Tímea Babos         | 6-1, 6-3          | Parcours |
| 7  | 11-08-2014 | Western & Southern Open Cincinnati  | Premier 5 | 2 567 000 $   | Dur (ext.)   | Raquel Kops-Jones Abigail Spears       | Tímea Babos         | 6-1, 2-0, ab.     | Parcours |
| 8  | 10-01-2016 | International Sydney Sydney         | Premier   | 753 000 $     | Dur (ext.)   | Martina Hingis Sania Mirza             | Caroline Garcia     | 1-6, 7-5, [10-5]  | Parcours |
| 9  | 15-02-2016 | Tennis Championships Dubaï          | Premier   | 2 000 000 $   | Dur (ext.)   | Chuang Chia-jung Darija Jurak          | Caroline Garcia     | 6-4, 6-4          | Parcours |
| 10 | 31-08-2016 | US Open Flushing Meadows            | G. Chelem | 22 102 700 $  | Dur (ext.)   | Bethanie Mattek-Sands Lucie Šafářová   | Caroline Garcia     | 2-6, 7-65, 6-4    | Parcours |
| 11 | 02-10-2016 | China Open Pékin                    | PREMIER*  | 6 289 521 $   | Dur (ext.)   | Bethanie Mattek-Sands Lucie Šafářová   | Caroline Garcia     | 6-4, 6-4          | Parcours |
| 12 | 05-05-2018 | Mutua Madrid Open Madrid            | PREMIER*  | 6 045 855 $   | Terre (ext.) | Ekaterina Makarova Elena Vesnina       | Tímea Babos         | 2-6, 6-4, [10-8]  | Parcours |
| 13 | 27-08-2018 | US Open Flushing Meadows            | G. Chelem | 6 140 840 $   | Dur (ext.)   | Ashleigh Barty Coco Vandeweghe         | Tímea Babos         | 3-6, 7-62, 7-66   | Parcours |
| 14 | 16-01-2019 | Australian Open Melbourne           | G. Chelem | 29 687 000 A$ | Dur (ext.)   | Samantha Stosur Zhang Shuai            | Tímea Babos         | 6-3, 6-4          | Parcours |
| 15 | 10-05-2021 | Internazionali d'Italia Rome        | WTA 1000  | 2 549 105 $   | Terre (ext.) | Sharon Fichman Giuliana Olmos          | Markéta Vondroušová | 4-6, 7-5, [10-5]  | Parcours |
| 16 | 08-01-2024 | Adélaïde International Adélaïde     | WTA 500   | 922 573 $     | Dur (ext.)   | Beatriz Haddad Maia Taylor Townsend    | Caroline Garcia     | 7-5, 6-3          | Parcours |
| 17 | 28-08-2024 | US Open Flushing Meadows            | G. Chelem | NC            | Dur (ext.)   | Lyudmyla Kichenok Jeļena Ostapenko     | Zhang Shuai         | 6-4, 6-3          | Parcours |
| 18 | 03-02-2025 | Mubadala Abu Dhabi Open Abou Dabi   | WTA 500   | 1 064 510 $   | Dur (ext.)   | Jeļena Ostapenko Ellen Perez           | Zhang Shuai         | 6-2, 6-1          | Parcours |

### Titres en double mixte
| No | Date       | Nom et lieu du tournoi        | Catégorie | Dotation      | Surface      | Partenaire      | Finalistes                  | Score         |          |
| -- | ---------- | ----------------------------- | --------- | ------------- | ------------ | --------------- | --------------------------- | ------------- | -------- |
| 1  | 24-06-2013 | The Championships Wimbledon   | G. Chelem | 16 775 934 $  | Gazon (ext.) | Daniel Nestor   | Lisa Raymond Bruno Soares   | 5-7, 6-2, 8-6 | Parcours |
| 2  | 13-01-2014 | Australian Open Melbourne     | G. Chelem | 13 615 654 $  | Dur (ext.)   | Daniel Nestor   | Sania Mirza Horia Tecău     | 6-3, 6-2      | Parcours |
| 3  | 01-01-2017 | Hyundai Hopman Cup XXIX Perth | ITF       | 1 000 000 AU$ | Dur (int.)   | Richard Gasquet | Coco Vandeweghe Jack Sock   | 2 matchs à 1  | Parcours |
| 4  | 17-01-2022 | Australian Open Melbourne     | G. Chelem | NC            | Dur (ext.)   | Ivan Dodig      | Jaimee Fourlis Jason Kubler | 6-3, 6-4      | Parcours |

### Finales en double mixte
| No | Date       | Nom et lieu du tournoi    | Catégorie | Dotation     | Surface      | Vainqueures                     | Partenaire    | Score            |          |
| -- | ---------- | ------------------------- | --------- | ------------ | ------------ | ------------------------------- | ------------- | ---------------- | -------- |
| 1  | 26-05-2013 | Roland-Garros Paris       | G. Chelem | 12 957 474 $ | Terre (ext.) | Lucie Hradecká František Čermák | Daniel Nestor | 1-6, 6-4, [10-6] | Parcours |
| 2  | 19-01-2015 | Australian Open Melbourne | G. Chelem | 15 561 973 $ | Dur (ext.)   | Martina Hingis Leander Paes     | Daniel Nestor | 6-4, 6-3         | Parcours |

### Titre en simple en WTA 125
| No | Date       | Nom et lieu du tournoi     | Catégorie | Dotation  | Surface         | Finaliste      | Score    |          |
| -- | ---------- | -------------------------- | --------- | --------- | --------------- | -------------- | -------- | -------- |
| 1  | 29-10-2012 | Taipei Ladies Open, Taïwan | WTA 125   | 125 000 $ | Moquette (int.) | Chang Kai-chen | 6-4, 6-3 | Parcours |

### Finales en simple en WTA 125
| No | Date       | Nom et lieu du tournoi            | Catégorie | Dotation  | Surface    | Vainqueure      | Score     |          |
| -- | ---------- | --------------------------------- | --------- | --------- | ---------- | --------------- | --------- | -------- |
| 1  | 03-11-2014 | Open GDF Suez de Limoges, Limoges | WTA 125   | 125 000 $ | Dur (int.) | Tereza Smitková | 7-64, 7-5 | Parcours |
| 2  | 20-12-2021 | Hana Bank Korea Open, Séoul       | WTA 125   | 115 000 $ | Dur (int.) | Zhu Lin         | 6-0, 6-4  | Parcours |

### Titres en double en WTA 125
| No | Date       | Nom et lieu du tournoi    | Catégorie | Dotation  | Surface         | Partenaire          | Finalistes                     | Score            |          |
| -- | ---------- | ------------------------- | --------- | --------- | --------------- | ------------------- | ------------------------------ | ---------------- | -------- |
| 1  | 29-10-2012 | Taipei Ladies Open Taïwan | WTA 125   | 125 000 $ | Moquette (int.) | Chan Hao-ching      | Chang Kai-chen Olga Govortsova | 5-7, 6-2, [10-8] | Parcours |
| 2  | 09-05-2022 | Trophée Lagardère Paris   | WTA 125   | 92 742 €  | Terre (ext.)    | Beatriz Haddad Maia | Oksana Kalashnikova Miyu Kato  | 5-7, 6-4, [10-4] | Parcours |
| 3  | 04-11-2024 | Cali Open Cali            | WTA 125   | 115 000 $ | Terre (ext.)    | Veronika Erjavec    | Tara Würth Katarina Zavatska   | 6-2, 7-64        | Parcours |

### Finales en double en WTA 125
| No | Date       | Nom et lieu du tournoi           | Catégorie | Dotation  | Surface      | Vainqueures                        | Partenaire      | Score            |          |
| -- | ---------- | -------------------------------- | --------- | --------- | ------------ | ---------------------------------- | --------------- | ---------------- | -------- |
| 1  | 03-11-2014 | Open GDF Suez de Limoges Limoges | WTA 125   | 125 000 $ | Dur (int.)   | Kateřina Siniaková Renata Voráčová | Tímea Babos     | 2-6, 6-2, [10-5] | Parcours |
| 2  | 15-04-2024 | Oeiras Open Oeiras               | WTA 125   | 115 000 $ | Terre (ext.) | Francisca Jorge Matilde Jorge      | Harriet Dart    | 6-0, 6-4         | Parcours |
| 3  | 18-11-2024 | LP Open by IND Colina            | WTA 125   | 115 000 $ | Terre (ext.) | Mayar Sherif Nina Stojanović       | Léolia Jeanjean | Forfait          | Parcours |

## Parcours en Grand Chelem

### En simple dames
| Année | Open d'Australie | Open d'Australie   | Internationaux de France | Internationaux de France | Wimbledon       | Wimbledon             | US Open         | US Open             |
| ----- | ---------------- | ------------------ | ------------------------ | ------------------------ | --------------- | --------------------- | --------------- | ------------------- |
| 2009  | 1er tour (1/64)  | Patty Schnyder     | 1er tour (1/64)          | Magdaléna Rybáriková     | —               | —                     | 1er tour (1/64) | Stéphanie Dubois    |
| 2010  | Q3               | Yuliana Fedak      | 1er tour (1/64)          | Li Na                    | —               | —                     | —               | —                   |
| 2011  | Q1               | Heather Watson     | 1er tour (1/64)          | Ayumi Morita             | —               | —                     | Q2              | Michaëlla Krajicek  |
| 2012  | Q2               | Julia Boserup      | 1er tour (1/64)          | Dominika Cibulková       | 1er tour (1/64) | Jana Čepelová         | 3e tour (1/16)  | Marion Bartoli      |
| 2013  | 2e tour (1/32)   | Sloane Stephens    | 2e tour (1/32)           | Samantha Stosur          | 1er tour (1/64) | Maria Sharapova       | 2e tour (1/32)  | Jamie Hampton       |
| 2014  | 1er tour (1/64)  | Stefanie Vögele    | 3e tour (1/16)           | Andrea Petkovic          | 1er tour (1/64) | Zarina Diyas          | 1er tour (1/64) | Petra Kvitová       |
| 2015  | 2e tour (1/32)   | B. Mattek-Sands    | 3e tour (1/16)           | Alison Van Uytvanck      | 3e tour (1/16)  | Victoria Azarenka     | 1/4 de finale   | Roberta Vinci       |
| 2016  | 3e tour (1/16)   | Daria Gavrilova    | 3e tour (1/16)           | Serena Williams          | 1er tour (1/64) | Aliaksandra Sasnovich | 2e tour (1/32)  | A. Pavlyuchenkova   |
| 2017  | 1er tour (1/64)  | Ana Konjuh         | 1/4 de finale            | Timea Bacsinszky         | 2e tour (1/32)  | Alison Riske          | 1er tour (1/64) | Monica Niculescu    |
| 2018  | 1er tour (1/64)  | Ana Bogdan         | 1er tour (1/64)          | Andrea Petkovic          | 3e tour (1/16)  | Serena Williams       | 2e tour (1/32)  | C. Suárez Navarro   |
| 2019  | 1er tour (1/64)  | Donna Vekić        | 2e tour (1/32)           | Petra Martić             | 2e tour (1/32)  | Petra Kvitová         | 2e tour (1/32)  | Fiona Ferro         |
| 2020  | 1er tour (1/64)  | Karolína Plíšková  | 1er tour (1/64)          | Laura Siegemund          | Annulé          | Annulé                | 2e tour (1/32)  | Varvara Gracheva    |
| 2021  | 3e tour (1/16)   | Jessica Pegula     | 2e tour (1/32)           | Anett Kontaveit          | 1er tour (1/64) | Elena Rybakina        | 1er tour (1/64) | Kamilla Rakhimova   |
| 2022  | 1er tour (1/64)  | Belinda Bencic     | 1er tour (1/64)          | Leylah Fernandez         | 1er tour (1/64) | Angelique Kerber      | Q1              | Sara Bejlek         |
| 2023  | Q3               | Katie Volynets     | 1er tour (1/64)          | Kayla Day                | Q1              | Eva Lys               | Q1              | Elena-Gabriela Ruse |
| 2024  | —                | —                  | 1er tour (1/64)          | Petra Martić             | Q1              | Amarni Banks          | Q2              | Nao Hibino          |
| 2025  | Q2               | Polina Kudermetova |                          |                          |                 |                       |                 |                     |

N.B. : à droite du résultat se trouve le nom de l'ultime adversaire.

### En double dames
| Année | Open d'Australie                                                                     | Open d'Australie                                                                         | Internationaux de France                                                              | Internationaux de France                                                              | Wimbledon                                                                         | Wimbledon                                                                       | US Open                             | US Open |
| ----- | ------------------------------------------------------------------------------------ | ---------------------------------------------------------------------------------------- | ------------------------------------------------------------------------------------- | ------------------------------------------------------------------------------------- | --------------------------------------------------------------------------------- | ------------------------------------------------------------------------------- | ----------------------------------- | ------- |
| 2008  | —                                                                                    | —                                                                                        | 1er tour (1/32) Hesse \|\| style="text-align:left;" \| Coin Huck                      | —                                                                                     | —                                                                                 | —                                                                               | —                                   |         |
| 2009  | —                                                                                    | —                                                                                        | 1er tour (1/32) Loit \|\| style="text-align:left;" \| Hantuchová Sugiyama             | —                                                                                     | —                                                                                 | —                                                                               | —                                   |         |
| 2010  | —                                                                                    | —                                                                                        | 1er tour (1/32) Sfar \|\| style="text-align:left;" \| Errani Vinci                    | —                                                                                     | —                                                                                 | —                                                                               | —                                   |         |
| 2011  | —                                                                                    | —                                                                                        | 2e tour (1/16) P. Parmentier \|\| style="text-align:left;" \| M. Krajicek L. Šafářová | —                                                                                     | —                                                                                 | —                                                                               | —                                   |         |
| 2012  | 3e tour (1/8) P. Martić \|\| style="text-align:left;" \| V. King Y. Shvedova         | 2e tour (1/16) S. Foretz \|\| style="text-align:left;" \| K. Kanepi Zhang S.             | 2e tour (1/16) S. Foretz \|\| style="text-align:left;" \| B. Mattek-Sands S. Mirza    | 2e tour (1/16) K. Jans \|\| style="text-align:left;" \| S. Williams V. Williams       |                                                                                   |                                                                                 |                                     |         |
| 2013  | 1er tour (1/32) P. Martić \|\| style="text-align:left;" \| M. Minella M. Moulton     | 1/4 de finale G. Voskoboeva \|\| style="text-align:left;" \| E. Makarova E. Vesnina      | 2e tour (1/16) G. Voskoboeva \|\| style="text-align:left;" \| D. Jurak T. Tanasugarn  | 3e tour (1/8) G. Voskoboeva \|\| style="text-align:left;" \| N. Petrova K. Srebotnik  |                                                                                   |                                                                                 |                                     |         |
| 2014  | 2e tour (1/16) F. Pennetta \|\| style="text-align:left;" \| M. Keys A. Riske         | 3e tour (1/8) F. Pennetta \|\| style="text-align:left;" \| A. Barty C. Dellacqua         | Finale T. Babos                                                                       | S. Errani R. Vinci                                                                    | 1er tour (1/32) T. Babos \|\| style="text-align:left;" \| S. Williams V. Williams |                                                                                 |                                     |         |
| 2015  | 2e tour (1/16) T. Babos \|\| style="text-align:left;" \| B. Mattek-Sands L. Šafářová | 2e tour (1/16) T. Babos \|\| style="text-align:left;" \| D. Hantuchová S. Stosur         | 1/2 finale T. Babos \|\| style="text-align:left;" \| E. Makarova E. Vesnina           | 3e tour (1/8) T. Babos \|\| style="text-align:left;" \| L. Arruabarrena A. Klepač     |                                                                                   |                                                                                 |                                     |         |
| 2016  | 3e tour (1/8) C. Garcia \|\| style="text-align:left;" \| J. Görges Ka. Plíšková      | Victoire C. Garcia                                                                       | E. Makarova E. Vesnina                                                                | 1/4 de finale C. Garcia \|\| style="text-align:left;" \| J. Görges Ka. Plíšková       | Finale C. Garcia                                                                  | B. Mattek-Sands L. Šafářová                                                     |                                     |         |
| 2017  | 1/2 finale C. Garcia \|\| style="text-align:left;" \| A. Hlaváčková Peng S.          | 3e tour (1/8) S. Kuznetsova \|\| style="text-align:left;" \| B. Mattek-Sands L. Šafářová | 1/4 de finale S. Kuznetsova \|\| style="text-align:left;" \| M. Ninomiya R. Voráčová  | 3e tour (1/8) A. Pavlyuchenkova \|\| style="text-align:left;" \| Chan Y.-j. M. Hingis |                                                                                   |                                                                                 |                                     |         |
| 2018  | Victoire T. Babos                                                                    | E. Makarova E. Vesnina                                                                   | 1/4 de finale T. Babos \|\| style="text-align:left;" \| E. Hozumi M. Ninomiya         | 1/4 de finale T. Babos \|\| style="text-align:left;" \| A. Rosolska A. Spears         | Finale T. Babos                                                                   | A. Barty C. Vandeweghe                                                          |                                     |         |
| 2019  | Finale T. Babos                                                                      | S. Stosur Zhang S.                                                                       | Victoire T. Babos                                                                     | Duan Y.-Y. Zheng S.                                                                   | 1/2 finale T. Babos \|\| style="text-align:left;" \| Hsieh S.-w. B. Strýcová      | 1/4 de finale T. Babos \|\| style="text-align:left;" \| V. Azarenka A. Barty    |                                     |         |
| 2020  | Victoire T. Babos                                                                    | Hsieh S.-w. B. Strýcová                                                                  | Victoire T. Babos                                                                     | A. Guarachi D. Krawczyk                                                               | Annulé                                                                            | Annulé                                                                          | 1/8 de finale T. Babos \|\| Forfait |         |
| 2021  | —                                                                                    | —                                                                                        | —                                                                                     | —                                                                                     | 1er tour (1/32) T. Babos \|\| style="text-align:left;" \| Z. Diyas Ar. Rodionova  | —                                                                               | —                                   |         |
| 2022  | 2e tour (1/16) C. Garcia \|\| style="text-align:left;" \| V. Kudermetova E. Mertens  | Victoire C. Garcia                                                                       | C. Gauff J. Pegula                                                                    | —                                                                                     | —                                                                                 | 1/4 de finale C. Garcia \|\| style="text-align:left;" \| C. Dolehide S. Sanders |                                     |         |
| 2023  | 2e tour (1/16) T. Babos \|\| style="text-align:left;" \| S. Hunter E. Mertens        | 2e tour (1/16) Zhang S. \|\| style="text-align:left;" \| Hsieh S.-w. Wang Xn.            | —                                                                                     | —                                                                                     | —                                                                                 | —                                                                               |                                     |         |
| 2024  | 1/4 de finale C. Garcia \|\| style="text-align:left;" \| L. Kichenok J. Ostapenko    | —                                                                                        | —                                                                                     | 1/8 de finale C. Garcia \|\| style="text-align:left;" \| C. Dolehide D. Krawczyk      | Finale Zhang S.                                                                   | L. Kichenok J. Ostapenko                                                        |                                     |         |
| 2025  | 1/4 de finale Zhang S. \|\| style="text-align:left;" \| K. Siniaková T. Townsend     |                                                                                          |                                                                                       |                                                                                       |                                                                                   |                                                                                 |                                     |         |

N.B. : le nom de la partenaire se trouve sous le résultat ; les noms des ultimes adversaires se trouvent à droite.

### En double mixte
| Année | Open d'Australie                                                                      | Open d'Australie     | Internationaux de France                                                   | Internationaux de France                                                 | Wimbledon                                                             | Wimbledon      | US Open                                                                           | US Open |
| ----- | ------------------------------------------------------------------------------------- | -------------------- | -------------------------------------------------------------------------- | ------------------------------------------------------------------------ | --------------------------------------------------------------------- | -------------- | --------------------------------------------------------------------------------- | ------- |
| 2010  | —                                                                                     | —                    | 1er tour (1/16) Sidorenko \|\| style="text-align:left;" \| Védy Llodra     | —                                                                        | —                                                                     | —              | —                                                                                 |         |
|       |                                                                                       |                      |                                                                            |                                                                          |                                                                       |                |                                                                                   |         |
| 2013  | —                                                                                     | —                    | Finale Nestor                                                              | Hradecká Čermák                                                          | Victoire Nestor                                                       | Raymond Soares | 1/2 finale Nestor \|\| style="text-align:left;" \| Hlaváčková Mirnyi              |         |
| 2014  | Victoire Nestor                                                                       | Mirza Tecău          | 1/4 de finale Nestor \|\| style="text-align:left;" \| Shvedova Soares      | 1/2 finale Nestor \|\| style="text-align:left;" \| Chan Mirnyi           | 1er tour (1/16) Nestor \|\| style="text-align:left;" \| Chan Hutchins |                |                                                                                   |         |
| 2015  | Finale Nestor                                                                         | Hingis Paes          | 2e tour (1/8) Nestor \|\| style="text-align:left;" \| Rodionova Qureshi    | 1/4 de finale Nestor \|\| style="text-align:left;" \| Mattek-Sands Bryan | —                                                                     | —              |                                                                                   |         |
| 2016  | —                                                                                     | —                    | 1/2 finale Herbert \|\| style="text-align:left;" \| Mirza Dodig            | —                                                                        | —                                                                     | —              | —                                                                                 |         |
|       |                                                                                       |                      |                                                                            |                                                                          |                                                                       |                |                                                                                   |         |
| 2018  | —                                                                                     | —                    | 2e tour (1/8) Musialek \|\| style="text-align:left;" \| Schuurs Middelkoop | —                                                                        | —                                                                     | —              | —                                                                                 |         |
| 2019  | 2e tour (1/8) R. Lindstedt \|\| style="text-align:left;" \| B. Mattek-Sands J. Murray | —                    | —                                                                          | —                                                                        | —                                                                     | —              | —                                                                                 |         |
|       |                                                                                       |                      |                                                                            |                                                                          |                                                                       |                |                                                                                   |         |
| 2022  | Victoire I. Dodig                                                                     | J. Fourlis J. Kubler | —                                                                          | —                                                                        | —                                                                     | —              | 1er tour (1/16) N. Mektić \|\| style="text-align:left;" \| E. Shibahara F. Škugor |         |
| 2023  | 2e tour (1/8) S. Cabal \|\| style="text-align:left;" \| M. Inglis J. Kubler           | —                    | —                                                                          | —                                                                        | —                                                                     | —              | —                                                                                 |         |
|       |                                                                                       |                      |                                                                            |                                                                          |                                                                       |                |                                                                                   |         |
| 2025  | 1er tour (1/16) I. Dodig \|\| style="text-align:left;" \| Zhang S. R. Bopanna         |                      |                                                                            |                                                                          |                                                                       |                |                                                                                   |         |

N.B. : le nom du partenaire se trouve sous le résultat ; les noms des ultimes adversaires se trouvent à droite.

## Parcours en «Premier» et WTA 1000
Les tournois WTA « Premier Mandatory » et « Premier 5 » (entre 2009 et 2020) et WTA 1000 (à partir de 2021) constituent les catégories d'épreuves les plus prestigieuses, après les quatre levées du Grand Chelem.

### En simple dames
| Année |       |                                |                          |                              |                                |                              |                              |                                 |                              |                           |  |                                |
| Doha  | Dubaï | Indian Wells                   | Miami                    | Madrid                       | Rome                           | Canada                       | Cincinnati                   | Pékin                           |                              | Tokyo                     |  |                                |
| Doha  | Dubaï | Indian Wells                   | Miami                    | Madrid                       | Rome                           | Canada                       | Cincinnati                   | Pékin                           | Wuhan                        |                           |  |                                |
| Doha  | Dubaï | Indian Wells                   | Miami                    | Madrid                       | Rome                           | Canada                       | Cincinnati                   | Pékin                           | Guadalajara                  |                           |  |                                |
| 2013  |       |                                | Hors catégorie           | 1er tour (1/64) C. Scheepers | 2e tour (1/32) D. Cibulková    | 2e tour (1/16) M. Kirilenko  | 1er tour (1/32) D. Cibulková | 1er tour (1/32) S. Stephens     | 1er tour (1/32) V. King      | 1er tour (1/32) C. Suárez |  | 1er tour (1/32) C. Dellacqua   |
| 2014  |       | 1er tour (1/32) J. Čepelová    | Hors catégorie           | 2e tour (1/32) C. Suárez     | 1er tour (1/64) A. Tomljanović | 1er tour (1/32) M. Kirilenko |                              |                                 |                              |                           |  |                                |
| 2015  |       | Hors catégorie                 |                          | 1er tour (1/64) M. Barthel   | 3e tour (1/16) A. Petkovic     |                              | 2e tour (1/16) E. Makarova   | 1er tour (1/32) S. Errani       | 2e tour (1/16) S. Halep      | 1er tour (1/32) M. Keys   |  | 3e tour (1/8) A.K. Schmiedlová |
| 2016  |       | 1er tour (1/32) B. Strýcová    | Hors catégorie           | 2e tour (1/32) Y. Putintseva | 2e tour (1/32) N. Gibbs        | 1er tour (1/32) M. Lučić     | 1er tour (1/32) J. Ostapenko | 1er tour (1/32) A. Kudryavtseva | 2e tour (1/16) A. Kerber     | 2e tour (1/16) M. Keys    |  | 2e tour (1/16) A. Kerber       |
| 2017  |       | Hors catégorie                 | 3e tour (1/8) Wang Q     | 1/2 finale E. Vesnina        | 2e tour (1/32) P.M. Țig        | Finale S. Halep              | 1er tour (1/32) J. Görges    | 1er tour (1/32) B. Strýcová     | 1er tour (1/32) D. Gavrilova | 1er tour (1/32) Duan Y-Y. |  | 1er tour (1/32) K. Siniaková   |
| 2018  |       | 2e tour (1/16) A. Blinkova     | Hors catégorie           | 3e tour (1/16) Wang Q.       | 2e tour (1/32) P. Martić       | 3e tour (1/8) M. Sharapova   | 1er tour (1/32) A. Sevastova | 1er tour (1/32) V. Azarenka     | 3e tour (1/8) P. Kvitová     | 1er tour (1/32) A. Kerber |  | 1er tour (1/32) K. Siniaková   |
| 2019  |       | Hors catégorie                 | 3e tour (1/8) C. Suárez  | 2e tour (1/32) N. Osaka      | 1er tour (1/64) Wang Y.        | 2e tour (1/16) P. Kvitová    | 1/4 de finale M. Sákkari     | 1er tour (1/32) J. Brady        |                              | 2e tour (1/16) P. Kvitová |  | 1er tour (1/32) P. Martić      |
| 2020  |       | 1er tour (1/32) V. Kudermetova | Hors catégorie           | Annulé                       | Annulé                         | Annulé                       |                              | Annulé                          | 2e tour (1/16) E. Mertens    | Annulé                    |  | Annulé                         |
|       |       | WTA 1000                       |                          |                              |                                |                              |                              |                                 |                              |                           |  |                                |
| 2021  |       | Hors catégorie                 | 2e tour (1/16) J. Pegula |                              | 1er tour (1/64) D. Collins     | 1er tour (1/32) B. Bencic    | 2e tour (1/16) P. Martić     |                                 |                              | Annulé                    |  | Annulé                         |
|       |       |                                |                          |                              |                                |                              |                              |                                 |                              |                           |  |                                |
| 2023  |       | Hors catégorie                 |                          |                              |                                |                              |                              |                                 |                              |                           |  | 1er tour (1/32) C. Bucșa       |

Sous le résultat, l’ultime adversaire.
1. 1 2   Les tournois de Doha et Dubaï alternent le statut de tournoi WTA 1000 (ex Premier 5) entre 2009 et 2023 : les trois premières éditions ont lieu à Dubaï, les trois suivantes à Doha, puis Dubaï accueille le tournoi de cette catégorie les années impaires et Dubaï les années paires. De 2011 à 2023, la ville qui n’accueille pas de WTA 1000 organise à la place un tournoi WTA 500 (ex Premier).
2. 1 2 3 4 5 6 7 8   L’ordre de déroulement des tournois a évolué depuis 2009 : Rome se dispute avant Madrid et Cincinnati avant Montréal/Toronto jusqu’en 2010, tandis que Tokyo/Wuhan/Guadalajara ont lieu avant Pékin jusqu’en 2023.
3. 1 2 3 4 5 6 7 8  Du fait de la pandémie de Covid-19, les tournois d’Indian Wells, de Miami, de Madrid, du Canada, de Wuhan et de Pékin sont annulés en 2020. Ces deux derniers le sont également en 2021. Pour des raisons d’organisation, le tournoi de Cincinnati 2020 a exceptionnellement lieu à Flushing Meadows à New York.

## Parcours aux Masters

### En double dames
| # | Date       | Nom de l'édition     | ($)        | Surface    | Résultat               | Partenaire      | Ultimes adversaires                   | Score     |          |
| - | ---------- | -------------------- | ---------- | ---------- | ---------------------- | --------------- | ------------------------------------- | --------- | -------- |
| 1 | 25/10/2015 | WTA Finals Singapour | 7 000 000  | Dur (int.) | Round Robin (victoire) | Tímea Babos     | Raquel Kops-Jones Abigail Spears      | 7-65, 6-2 | Parcours |
| 1 | 25/10/2015 | WTA Finals Singapour | 7 000 000  | Dur (int.) | Round Robin (défaite)  | Tímea Babos     | Martina Hingis Sania Mirza            | 6-4, 7-5  | Parcours |
| 1 | 25/10/2015 | WTA Finals Singapour | 7 000 000  | Dur (int.) | Round Robin (défaite)  | Tímea Babos     | Andrea Hlaváčková Lucie Hradecká      | 6-2, 6-1  | Parcours |
| 2 | 23/10/2016 | WTA Finals Singapour | 7 000 000  | Dur (int.) | 1/2 finale             | Caroline Garcia | Bethanie Mattek-Sands Lucie Šafářová  | 6-3, 7-5  | Parcours |
| 3 | 21/10/2018 | WTA Finals Singapour | 7 000 000  | Dur (int.) | Victoire               | Tímea Babos     | Barbora Krejčíková Kateřina Siniaková | 6-4, 7-5  | Parcours |
| 4 | 27/11/2019 | WTA Finals Shenzhen  | 14 000 000 | Dur (int.) | Victoire               | Tímea Babos     | Hsieh Su-wei Barbora Strýcová         | 6-1, 6-3  | Parcours |

## Parcours aux Jeux olympiques

### En simple dames
| # | Date       | Nom de l'olympiade                  | Surface    | Résultat        | Ultime adversaire | Score           |          |
| - | ---------- | ----------------------------------- | ---------- | --------------- | ----------------- | --------------- | -------- |
| 1 | 06/08/2016 | Olympic Tennis Event Rio de Janeiro | Dur (ext.) | 2e tour (1/16)  | Madison Keys      | 7-5, 6-74, 7-65 | Parcours |
| 2 | 31/07/2021 | Olympic Tennis Event Tokyo          | Dur (ext.) | 1er tour (1/32) | Paula Badosa      | 64-7, 6-3, 6-0  | Parcours |

### En double dames
| # | Date       | Nom de l'olympiade                  | Surface      | Résultat        | Partenaire      | Ultimes adversaires       | Score             |          |
| - | ---------- | ----------------------------------- | ------------ | --------------- | --------------- | ------------------------- | ----------------- | -------- |
| 1 | 28/07/2012 | Olympic Tennis Event Londres        | Gazon (ext.) | 1er tour (1/16) | Alizé Cornet    | Peng Shuai Zheng Jie      | 6-1, 6-73, 6-3    | Parcours |
| 2 | 06/08/2016 | Olympic Tennis Event Rio de Janeiro | Dur (ext.)   | 1er tour (1/16) | Caroline Garcia | Misaki Doi Eri Hozumi     | 6-0, 0-6, 6-4     | Parcours |
| 3 | 31/07/2021 | Olympic Tennis Event Tokyo          | Dur (ext.)   | 1er tour (1/16) | Caroline Garcia | Kiki Bertens Demi Schuurs | 7-64, 5-7, [11-9] | Parcours |

### En double mixte
| # | Date       | Nom de l'olympiade                  | Surface    | Résultat       | Partenaire            | Ultimes adversaires          | Score            |          |
| - | ---------- | ----------------------------------- | ---------- | -------------- | --------------------- | ---------------------------- | ---------------- | -------- |
| 1 | 06/08/2016 | Olympic Tennis Event Rio de Janeiro | Dur (ext.) | 1er tour (1/8) | Pierre-Hugues Herbert | Roberta Vinci Fabio Fognini  | 6-4, 3-6, [10-8] | Parcours |
| 2 | 31/07/2021 | Olympic Tennis Event Tokyo          | Dur (ext.) | 1er tour (1/8) | Nicolas Mahut         | Elena Vesnina Aslan Karatsev | 6-4, 6-2         | Parcours |

## Parcours en Fed Cup
| #                                                                        | Date       | Lieu                 | Surface             | Gagnante(s)                            | Perdante(s)                           | Score            |          |
| ------------------------------------------------------------------------ | ---------- | -------------------- | ------------------- | -------------------------------------- | ------------------------------------- | ---------------- | -------- |
|                                                                          |            |                      |                     |                                        |                                       |                  |          |
| 2012 - 1er tour (groupe mondial II) - Slovaquie - France - 3 : 2         |            |                      |                     |                                        |                                       |                  |          |
| 1                                                                        | 04/02/2012 | Bratislava           | Dur (int.)          | Virginie Razzano Kristina Mladenovic   | Magdaléna Rybáriková Jana Čepelová    | 6-1, 6-2         | Parcours |
|                                                                          |            |                      |                     |                                        |                                       |                  |          |
| 2012 - Barrage (groupe mondial II) - France - Slovénie - 5 : 0           |            |                      |                     |                                        |                                       |                  |          |
| 2                                                                        | 21/04/2012 | Besançon             | Dur (int.)          | Stéphanie Foretz Kristina Mladenovic   | Petra Rampre Katarina Srebotnik       | 6-3, 6-4         | Parcours |
|                                                                          |            |                      |                     |                                        |                                       |                  |          |
| 2013 - 1er tour (groupe mondial II) - France - Allemagne - 1 : 3         |            |                      |                     |                                        |                                       |                  |          |
| 3                                                                        | 09/02/2013 | Limoges              | Terre (int.)        | Julia Görges                           | Kristina Mladenovic                   | 6-3, 7-65        | Parcours |
| 3                                                                        | 09/02/2013 | Limoges              | Terre (int.)        | Alizé Cornet Kristina Mladenovic       | Annika Beck Anna-Lena Grönefeld       | 6-3, 6-4         | Parcours |
|                                                                          |            |                      |                     |                                        |                                       |                  |          |
| 2013 - Barrage (groupe mondial II) - France - Kazakhstan - 4 : 1         |            |                      |                     |                                        |                                       |                  |          |
| 4                                                                        | 20/04/2013 | Besançon             | Dur (int.)          | Caroline Garcia Kristina Mladenovic    | Sesil Karatantcheva Galina Voskoboeva | 6-2, 7-5         | Parcours |
|                                                                          |            |                      |                     |                                        |                                       |                  |          |
| 2014 - 1er tour (groupe mondial II) - France - Suisse - 3 : 2            |            |                      |                     |                                        |                                       |                  |          |
| 5                                                                        | 08/02/2014 | Paris                | Dur (int.)          | Alizé Cornet Kristina Mladenovic       | Timea Bacsinszky Belinda Bencic       | 7-5, 6-4         | Parcours |
|                                                                          |            |                      |                     |                                        |                                       |                  |          |
| 2015 - 1er tour (groupe mondial) - Italie - France - 2 : 3               |            |                      |                     |                                        |                                       |                  |          |
| 6                                                                        | 07/02/2015 | Gênes                | Terre (int.)        | Kristina Mladenovic                    | Sara Errani                           | 6-4, 6-3         | Parcours |
| 6                                                                        | 07/02/2015 | Gênes                | Terre (int.)        | Caroline Garcia Kristina Mladenovic    | Sara Errani Roberta Vinci             | 6-1, 6-2         | Parcours |
|                                                                          |            |                      |                     |                                        |                                       |                  |          |
| 2015 - 1/2 finale (groupe mondial) - République tchèque - France - 3 : 1 |            |                      |                     |                                        |                                       |                  |          |
| 7                                                                        | 18/04/2015 | Ostrava              | Dur (int.)          | Petra Kvitová                          | Kristina Mladenovic                   | 6-3, 6-4         | Parcours |
| 7                                                                        | 18/04/2015 | Ostrava              | Dur (int.)          | Kristina Mladenovic Pauline Parmentier | Lucie Šafářová Barbora Z. Strýcová    | 0-6, 6-3, [10-8] | Parcours |
|                                                                          |            |                      |                     |                                        |                                       |                  |          |
| 2016 - 1er tour (groupe mondial) - France - Italie - 4 : 1               |            |                      |                     |                                        |                                       |                  |          |
| 8                                                                        | 06/02/2016 | Marseille            | Dur (int.)          | Camila Giorgi                          | Kristina Mladenovic                   | 1-6, 6-4, 6-1    | Parcours |
| 8                                                                        | 06/02/2016 | Marseille            | Dur (int.)          | Kristina Mladenovic                    | Sara Errani                           | 7-64, 6-1        | Parcours |
| 8                                                                        | 06/02/2016 | Marseille            | Dur (int.)          | Caroline Garcia Kristina Mladenovic    | Martina Caregaro Sara Errani          | 6-0, 6-1         | Parcours |
|                                                                          |            |                      |                     |                                        |                                       |                  |          |
| 2016 - 1/2 finale (groupe mondial) - France - Pays-Bas - 3 : 2           |            |                      |                     |                                        |                                       |                  |          |
| 9                                                                        | 16/04/2016 | Trélazé              | Terre (int.)        | Kristina Mladenovic                    | Richèl Hogenkamp                      | 6-2, 6-4         | Parcours |
| 9                                                                        | 16/04/2016 | Trélazé              | Terre (int.)        | Kiki Bertens                           | Kristina Mladenovic                   | 7-5, 6-4         | Parcours |
| 9                                                                        | 16/04/2016 | Trélazé              | Terre (int.)        | Caroline Garcia Kristina Mladenovic    | Kiki Bertens Richèl Hogenkamp         | 4-6, 6-3, 6-3    | Parcours |
|                                                                          |            |                      |                     |                                        |                                       |                  |          |
| 2016 - Finale (groupe mondial) - France - République tchèque - 2 : 3     |            |                      |                     |                                        |                                       |                  |          |
| 10                                                                       | 12/11/2016 | Strasbourg           | Dur (int.)          | Karolína Plíšková                      | Kristina Mladenovic                   | 6-3, 4-6, 16-14  | Parcours |
| 10                                                                       | 12/11/2016 | Strasbourg           | Dur (int.)          | Karolína Plíšková Barbora Strýcová     | Caroline Garcia Kristina Mladenovic   | 7-5, 7-5         | Parcours |
|                                                                          |            |                      |                     |                                        |                                       |                  |          |
| 2017 - 1er tour (groupe mondial) - Suisse - France : 4 : 1               |            |                      |                     |                                        |                                       |                  |          |
| 11                                                                       | 11/02/2017 | Genève               | Dur (int.)          | Kristina Mladenovic                    | Belinda Bencic                        | 6-3, 6-4         | Parcours |
| 11                                                                       | 11/02/2017 | Genève               | Dur (int.)          | Timea Bacsinszky                       | Kristina Mladenovic                   | 7-64, 4-6, 7-5   | Parcours |
| 11                                                                       | 11/02/2017 | Genève               | Dur (int.)          | Timea Bacsinszky Martina Hingis        | Amandine Hesse Kristina Mladenovic    | 6-4, 6-4         | Parcours |
|                                                                          |            |                      |                     |                                        |                                       |                  |          |
| 2017 - Barrage (groupe mondial I) - France - Espagne - 4 : 0             |            |                      |                     |                                        |                                       |                  |          |
| 12                                                                       | 22/04/2017 | Roanne               | Terre (int.)        | Kristina Mladenovic                    | Silvia Soler Espinosa                 | 6-0, 6-1         | Parcours |
| 12                                                                       | 22/04/2017 | Roanne               | Terre (int.)        | Kristina Mladenovic                    | Sara Sorribes Tormo                   | 6-1, 6-1         | Parcours |
|                                                                          |            |                      |                     |                                        |                                       |                  |          |
| 2018 - 1/4 de finale (groupe mondial) - France - Belgique - 3 : 2        |            |                      |                     |                                        |                                       |                  |          |
| 13                                                                       | 10/02/2018 | Mouilleron-le-Captif | Dur (int.)          | Kristina Mladenovic                    | Kirsten Flipkens                      | 6-2, 6-4         | Parcours |
| 13                                                                       | 10/02/2018 | Mouilleron-le-Captif | Dur (int.)          | Kristina Mladenovic                    | Elise Mertens                         | 6-4, 6-4         | Parcours |
| 13                                                                       | 10/02/2018 | Mouilleron-le-Captif | Dur (int.)          | Amandine Hesse Kristina Mladenovic     | Kirsten Flipkens Elise Mertens        | 6-4, 2-6, 6-2    | Parcours |
|                                                                          |            |                      |                     |                                        |                                       |                  |          |
| 2018 - 1/2 finale (groupe mondial) - France - États-Unis - 2 : 3         |            |                      |                     |                                        |                                       |                  |          |
| 14                                                                       | 21/04/2018 | Aix-en-Provence      | Terre battue (int.) | Kristina Mladenovic                    | Coco Vandeweghe                       | 1-6, 6-3, 6-2    | Parcours |
| 14                                                                       | 21/04/2018 | Aix-en-Provence      | Terre battue (int.) | Sloane Stephens                        | Kristina Mladenovic                   | 6-2, 6-0         | Parcours |
| 14                                                                       | 21/04/2018 | Aix-en-Provence      | Terre battue (int.) | Amandine Hesse Kristina Mladenovic     | Coco Vandeweghe Bethanie Mattek-Sands | 6-4, 3-6, [10-6] | Parcours |
| 2019 - 1/2 finale (groupe mondial) - France - Roumanie - 3 : 2           |            |                      |                     |                                        |                                       |                  |          |
| 15                                                                       | 20/04/2019 | Rouen                | Terre battue (int.) | Simona Halep                           | Kristina Mladenovic                   | 6-3, 6-1         | Parcours |
| 15                                                                       | 20/04/2019 | Rouen                | Terre battue (int.) | Caroline Garcia Kristina Mladenovic    | Simona Halep Monica Niculescu         | 5-7, 6-2, 6-4    | Parcours |
| 2019 - Finale (groupe mondial) - France - Australie - 3 : 2              |            |                      |                     |                                        |                                       |                  |          |
| 16                                                                       | 9/10/2019  | Perth                | Dur (int.)          | Kristina Mladenovic                    | Ajla Tomljanović                      | 6-1, 6-1         | Parcours |
| 16                                                                       | 9/10/2019  | Perth                | Dur (int.)          | Kristina Mladenovic                    | Ashleigh Barty                        | 2-6, 6-4, 7-6    | Parcours |
| 16                                                                       | 9/10/2019  | Perth                | Dur (int.)          | Caroline Garcia Kristina Mladenovic    | Ashleigh Barty Samantha Stosur        | 6-4, 6-3         | Parcours |

## Classements en fin de saison
| Année          | 2008 | 2009 | 2010 | 2011 | 2012 | 2013 | 2014 | 2015 | 2016 | 2017 | 2018 | 2019 | 2020 | 2021 | 2022 | 2023 | 2024 |
| Rang en simple | 1005 | 202  | 354  | 183  | 76   | 56   | 81   | 29   | 41   | 11   | 44   | 40   | 50   | 86   | 112  | 249  | 199  |
| Rang en double | –    | 530  | 270  | 100  | 28   | 19   | 17   | 9    | 2    | 26   | 3    | 2    | 3    | 24   | 18   | 70   | 26   |

Source : (en) Classements de Kristina Mladenovic sur le site officiel de la Fédération internationale de tennis

### Périodes au rang de numéro un mondiale
| # | Précédée par       | Dates                   | Suivie par       | Nombre de semaines | Cumul |
| - | ------------------ | ----------------------- | ---------------- | ------------------ | ----- |
| 1 | Kateřina Siniaková | 10/06/2019 - 14/07/2019 | Barbora Strýcová | 5                  | 5     |
| 2 | Barbora Strýcová   | 07/10/2019 - 21/10/2019 | Barbora Strýcová | 2                  | 7     |
| 3 | Hsieh Su-wei       | 24/02/2020 - 02/03/2020 | Hsieh Su-wei     | 1                  | 8     |

## Records et statistiques

### Confrontations avec ses principales adversaires
Confrontations lors des différents tournois WTA avec ses principales adversaires (5 confrontations minimum et avoir été membre du top 10). Classement par pourcentage de victoires. Situation au 21 janvier 2020 :
Les joueuses retraitées sont en gris.
| Joueuse              | Meilleur classement | Confrontations | Victoires | Défaites | Pourcentage de victoires | Dernière confrontation                       |
| -------------------- | ------------------- | -------------- | --------- | -------- | ------------------------ | -------------------------------------------- |
| Andrea Petkovic      | 9                   | 6              | 0         | 6        | 0                        | défaite (1-6, 3-6) à Linz 2018               |
| Petra Kvitová        | 2                   | 10             | 1         | 9        | 10                       | défaite (4-6, 4-6) à Pékin 2019              |
| Samantha Stosur      | 4                   | 5              | 1         | 4        | 20                       | victoire (7-5, 7-5) à Indian Wells 2018      |
| Carla Suárez Navarro | 6                   | 5              | 1         | 4        | 20                       | défaite (5-7, 5-7) à Dubaï 2019              |
| Dominika Cibulková   | 4                   | 7              | 2         | 5        | 28,6                     | victoire (6-4, 6-4) à Saint-Pétersbourg 2018 |
| Angelique Kerber     | 1                   | 6              | 2         | 4        | 33,3                     | victoire (7-5, 0-6, 6-4) à l'US Open 2019    |
| Karolína Plíšková    | 1                   | 5              | 2         | 3        | 40                       | défaite (1-6, 5-7) à l'Open d'Australie 2020 |
| Julia Görges         | 9                   | 5              | 2         | 3        | 40                       | victoire (6-4, 3-2 ab.) à Cincinnati 2018    |
| Coco Vandeweghe      | 9                   | 6              | 3         | 3        | 50                       | victoire (7-5, 6-0) à Madrid 2018            |
| Simona Halep         | 1                   | 6              | 3         | 3        | 50                       | défaite (3-6, 1-6) à la Fed Cup 2019         |
| Belinda Bencic       | 7                   | 5              | 3         | 2        | 60                       | défaite (3-6, 4-6) à Moscou 2019             |
| Sara Errani          | 5                   | 5              | 4         | 1        | 80                       | victoire (6-2, 6-3) à Roland Garros 2017     |
| Johanna Konta        | 6                   | 5              | 5         | 0        | 100                      | victoire (6-3, 3-6, 6-3) à Sydney 2015       |

### Victoires sur le top 10
Toutes ses victoires sur des joueuses classées dans le top 10 de la WTA lors de la rencontre.
|    |        |  | Tournoi       | Année | Surface             |  | Adversaire          | Rang  | Tour   | Score          | Tableau |
| -- | ------ |  | ------------- | ----- | ------------------- |  | ------------------- | ----- | ------ | -------------- | ------- |
| 1  | no 87  |  | Paris         | 2013  | Dur (int.)          |  | Petra Kvitová       | no 8  | 1/4    | 6-3, 6-4       | Tableau |
| 2  | no 62  |  | Paris         | 2014  | Dur (int.)          |  | Simona Halep        | no 10 | 1/16   | 7-61, 6-4      | Tableau |
| 3  | no 103 |  | Roland-Garros | 2014  | Terre battue        |  | Li Na               | no 2  | 1/64   | 7-5, 3-6, 6-1  | Tableau |
| 4  | no 44  |  | Roland-Garros | 2015  | Terre battue        |  | Eugenie Bouchard    | no 6  | 1/64   | 6-4, 6-4       | Tableau |
| 5  | no 43  |  | Birmingham    | 2015  | Gazon               |  | Simona Halep        | no 3  | 1/4    | 2-6, 6-0, 7-64 | Tableau |
| 6  | no 32  |  | Bois-le-Duc   | 2016  | Gazon               |  | Belinda Bencic      | no 8  | 1/2    | 2-6, 6-3, 6-4  | Tableau |
| 7  | no 31  |  | Dubaï         | 2017  | Dur                 |  | Karolína Plíšková   | no 3  | 1/16   | 6-2, 6-4       | Tableau |
| 8  | no 26  |  | Indian Wells  | 2017  | Dur                 |  | Simona Halep        | no 4  | 1/16   | 6-3, 6-3       | Tableau |
| 9  | no 19  |  | Stuttgart     | 2017  | Terre battue (int.) |  | Angelique Kerber    | no 2  | 1/8    | 6-2, 7-5       | Tableau |
| 10 | no 17  |  | Madrid        | 2017  | Terre battue        |  | Svetlana Kuznetsova | no 9  | 1/2    | 6-4, 7-64      | Tableau |
| 11 | no 14  |  | Roland-Garros | 2017  | Terre battue        |  | Garbiñe Muguruza    | no 5  | 1/8    | 6-1, 3-6, 6-3  | Tableau |
| 12 | no 57  |  | Cincinnati    | 2018  | Dur                 |  | Julia Görges        | no 10 | 1/32   | 6-4, 3-2 ab.   | Tableau |
| 13 | no 67  |  | Dubaï         | 2019  | Dur                 |  | Naomi Osaka         | no 1  | 1/16   | 6-3, 6-3       | Tableau |
| 14 | no 63  |  | Rome          | 2019  | Terre battue        |  | Ashleigh Barty      | no 9  | 1/8    | 6-2, 6-2       | Tableau |
| 15 | no 49  |  | Zhengzhou     | 2019  | Dur                 |  | Elina Svitolina     | no 3  | 1/4    | 6-4, 4-6, 6-3  | Tableau |
| 16 | no 45  |  | Moscou        | 2019  | Dur                 |  | Kiki Bertens        | no 8  | 1/4    | 6-4, 2-6, 6-1  | Tableau |
| 17 | no 40  |  | Fed Cup       | 2019  | Dur (int.)          |  | Ashleigh Barty      | no 1  | Finale | 2-6, 6-4, 7-61 | Tableau |

| Légende      |
| Grand Chelem |
| Premier      |
| Intern'l     |
| Fed Cup      |